# Théâtre des Arènes
À l'initiative du mécène biterrois Fernand Castelbon de Beauxhostes (1859-1934), des opéras furent créés ou représentés au début du XXe siècle dans les nouvelles arènes de Béziers (implantées au Pech de Valras),. Bien entendu, le rôle d'un mécène n'est pas seulement financier. L'enseignement (vocal et musical) collectif étant alors inexistant, Castelbon avait déjà proposé à la municipalité la création d'une « École municipale professionnelle de musique vocale » (1890), mettant à sa disposition gratuitement une salle aménagée à cet effet dans l'ancien couvent des Ursulines. Y donnant ses concerts, la « Société Sainte-Cécile » avait là ses instruments et matériel ; elle était dès 1887 sous la présidence de Castelbon. Et d'ailleurs, il allait rapidement lui joindre « l'Orphéon Sainte-Cécile ». En 1893, Castelbon prenait la présidence de la « Lyre biterroise », la réorganisant avec succès. Il se servit de toutes ces formations, et bien d'autres, pour les chœurs de son Théâtre des Arènes. Aussi, les Fêtes de Déjanire connurent dès la première année un grand succès, laissant supposer son renouvellement les années suivantes. La période des représentations fut ensuite nommée « Fêtes d'août » ou « Grande Semaine d'août » : des spectacles en ville accompagnaient alors les représentations aux arènes. Béziers en tira un tel renom qu'elle fut surnommée la « Bayreuth française » par la presse et le milieu artistique. En 1910, le Dr Joseph Charry, directeur de l'Œuvre de Décentralisation Artistique des Théâtres de Plein Air, dont le délégué général est Gabriel Boissy, prend pour un an la direction du Théâtre des Arènes.

## Glorification d'une culture méditerranéenne.
Le début du XXe siècle est marqué partout en France par un rejet de la culture germanophone depuis la défaite de 1870 pour un retour en grâce de la culture gréco-latine. C'est notamment au sein de ce lieu patrimonial languedocien et méditerranéen, comme les arènes de Béziers ici présentées mais aussi le théâtre antique d'Orange et les arènes de Nîmes, que sont mis en avant des créations dramaturgiques. 

## Un public provincial et socialement mixte.
C'est dans une optique de démocratisation et de décentralisation de la culture de Paris vers la Province que des lieux de théâtre en plein air sont investis, accueillant un large public.

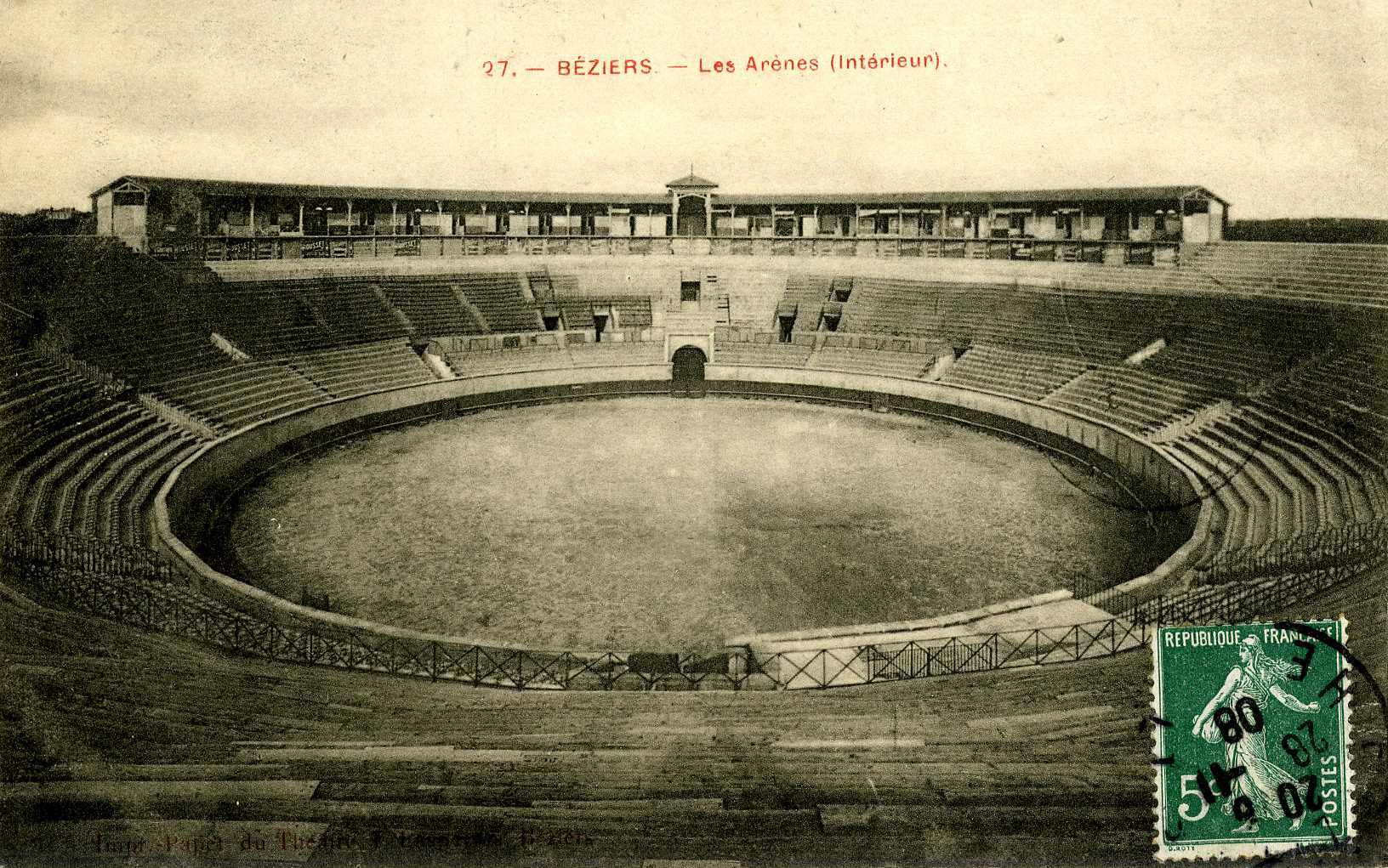
Arènes de Béziers, lieu des représentations.

## Représentations
- 1898 : Déjanire de Camille Saint-Saëns[9]. Reprise à l'Odéon en novembre 1898[10], également aux Théâtre des Arènes en 1899, puis au Théâtre du Capitole, à Toulouse, le 29 mars 1902.
- 1900 : Prométhée de Gabriel Fauré[11], également en 1901.
- 1902 : Parysatis de Camille Saint-Saëns[12], également en 1903.
- 1904 : Armide[13], création à Paris (1777).
- 1905 : Les Hérétiques[14], opéra de Ferdinand Hérold, musique de Charles Gaston Levadé.
- 1906  : La Vestale de  Gaspare Spontini[15], création à l'Académie Royale de Musique (Opéra de Paris) le 15 décembre 1807.
- 1908 : Le Premier Glaive, les évènements de la crise viticole de 1907 obligèrent Castelbon de Beauxhostes à annuler les fêtes des 25-27 août 1907, représentations les 30 août et 1er septembre 1908[16].
- 1909 : La Fille du Soleil[17], poème de Maurice Magre, musique d'André Gailhard (ancien directeur de l'Opéra).
- 1910  : Héliogabale (tragédie lyrique) poème d'Émile Sicard, musique  Déodat de Séverac.
- 1911  : Les Esclaves, tragédie de  Louis Payen, musique d'Aymé Kunc.
- Après-guerre :
- 1921  : Antigone,  tragédie de Sophocle, musique de scène de Camille Saint-Saëns.
- 1922  : Penthésilée, tragédie d'Alfred Mortier, musique de Marc Delmas.
- 1923  : Le Dieu sans couronne, pièce de Pierre Jalabert et Étienne Arnaud, musique de  Marc Delmas.
- 1924 : Déjanire
- 1925 : Zorriga, opéra en quatre actes, livret de Paul Verdert et Jean Camp, musique de Francis Bousquet. Création le 21 juin 1925, reprise en 1926.

## Les Fêtes de Déjanire (28-30 août 1898 et 27-29 août 1899)

### Programme au Théâtre des Arènes 1898

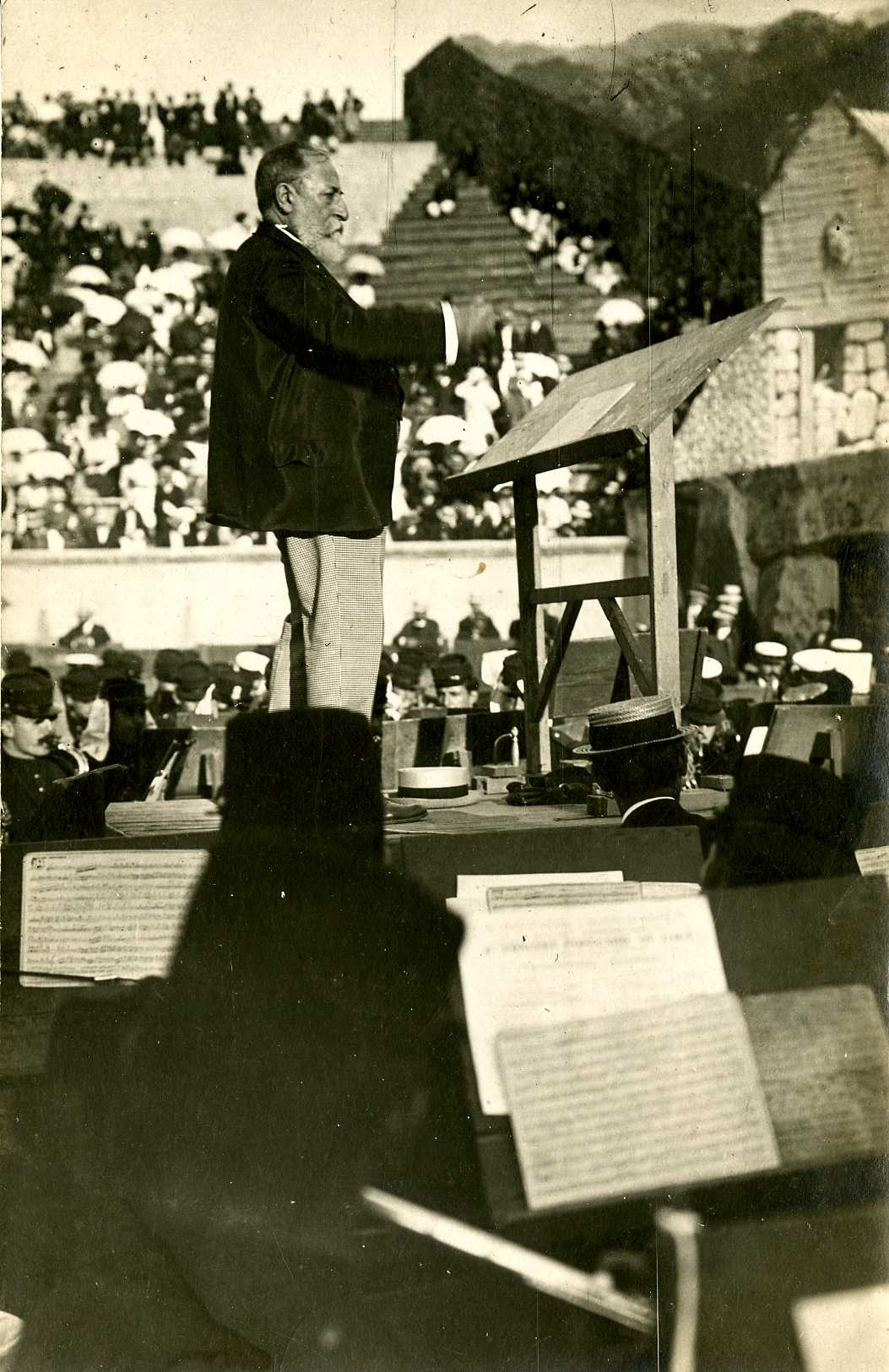
Saint-Saëns dirigeant Déjanire.

Dimanche 28 août à 15 h : première représentation de Déjanire.
Lundi 29 août à 15 h : deuxième représentation de Déjanire.
Une tragédie en 4 actes de Louis Gallet, musique de scène, chœurs et divertissement chorégraphique de Camille Saint-Saëns, sous sa direction (image ci-contre), mise en scène de M. Dherbilly (régisseur général de l'Odéon), avec des décors (3 000 m2) de Marcel Jambon (Opéra de Paris) et des costumes de P. Steck exécutés à Paris par A. Julien.
Distribution : Armande Bourgeois et Valentin Duc de l'Académie Nationale de Musique (Coryphées), Dorival (Hercule), Dauvilliers (Philoctète), Segong-Weber (Iole), Cora Laparcerie (Déjanire), Odette de Fehl (Phénice) - Ballet de 60 danseuses (maitre de Ballet : Van Hamme) - Musique de la garde municipale de Barcelone (1er orchestre, chef : Sadurni), la Lyre biterroise (2e orchestre), orchestre (à cordes) de la Ville de Barcelone et du Grand-Théâtre de Béziers, orchestre de harpes (18 instrumentistes de Barcelone et Paris) - Chef des chœurs : Jean Nussy-Verdier.

### Programme hors Théâtre des Arènes 1898
- Manifestations en tout genre : retraites aux flambeaux avec les musiques civiles et militaires, sortie du Camel de Besies (animal totémique) avec dans des Treilles et du Chevalet, fontaine du vin (sur la Place de La Citadelle), illuminations du Gand-Théâtre et du Plateau des Poètes.
- Concert de Gala au Grand-Théâtre, avec la musique de la Garde Municipale de Barcelone (27 août à 20 h 30)
- Concert populaire sur la Place de La Citadelle avec la musique du 17e R.I. et Banda de Barcelone (28 août, 20 h - 22 h).
- Déjeuner offert par la municipalité aux auteurs, compositeurs et interprètes (29 août à l'Hôtel du Commerce).
- Spectacle-Concert de Gala au Grand-Théâtre, avec la troupe de l'Odéon (29 août à 20 h 30).
- Concert populaire au kiosque à musique (Place de la Citadelle), avec Armande Bourgeois et Valentin Duc, et les orchestres s'étant produits au Théâtre des Arènes.

### Reprise au Théâtre des Arènes 1899
Dimanche 27 août à 15 h : première représentation de Déjanire.
Mardi 29 août à 15 h : deuxième représentation de Déjanire.
L'œuvre de Louis Gallet (†, récemment), musique de Camille Saint-Saëns, est donnée avec la même interprétation que lors de sa création en 1898 mais sous la direction de Gabriel Fauré (en présence de Camille Saint-Saëns), mise en scène de M. Dherbilly (régisseur général de l'Odéon), avec les mêmes décors (3 000 m2) de Marcel Jambon (Opéra de Paris).
L'orchestre augmenté se compose d'un orchestre à cordes, de deux musiques d'harmonie, 20 harpistes et 40 trompettes soit au total 500 musiciens. Le ballet amélioré et également augmenté est dansé par 70 ballerines (chef de ballet : Vasquez, de l'Opéra). Les chœurs sont chantés par 200 choristes sous la direction de Jean Nussy-Verdier.
Plusieurs ministres sont annoncés en ville. Le dimanche 27 août à 20 h., la musique du 17e R.I. donne un concert sur la place de la Citadelle, suivi par celle du 2e Génie à 21 h. 30 (Saint-Saëns, Weber et Sellenick), chant d'Armande Bourgeois accompagnée par la Lyre Biterroise devant 25 000 personnes. Nouvelle programmation le mardi 29 août à 21 h.

## Prométhée (26-29 août 1900)

### Programme au Théâtre des Arènes

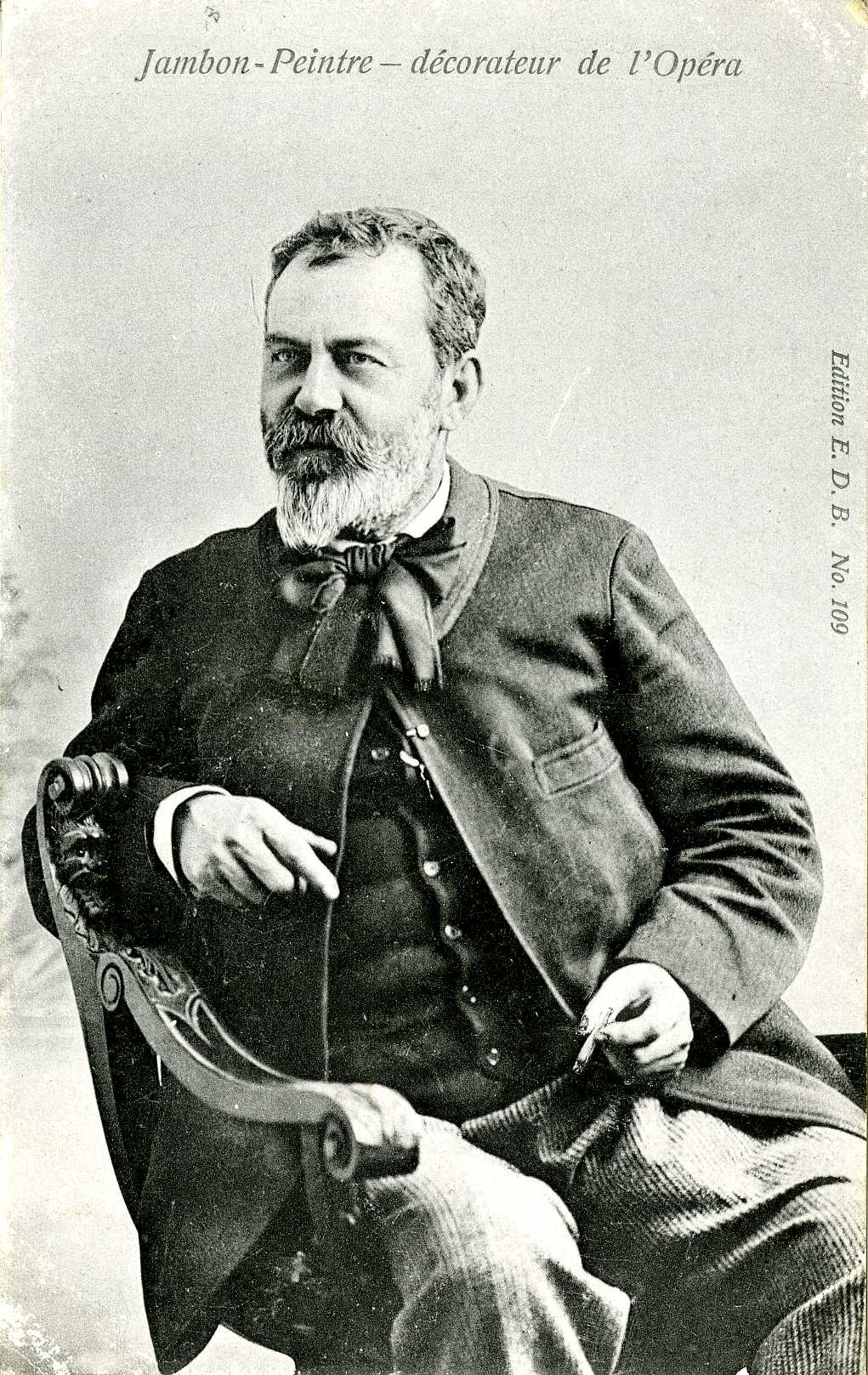
Jambon peintre-décorateur.

Dimanche 26 août à 15 h : première représentation de Prométhée, sous une pluie orageuse.
Mardi 28 août à 15 h : deuxième représentation de Prométhée.
Une tragédie lyrique en 3 actes de Jean Lorrain et Ferdinand Hérold, musique de Gabriel Fauré, avec un prologue symphonique de Camille Saint-Saëns, mise en scène de Pierre Baudu (régisseur général du Métropolitan-House (New-York) et du Covent-Garden (Londres), avec des décors de Marcel Jambon (Opéra de Paris). Livret illustré par George Roux.
Distribution : de Max (Prométhée), Cora Laparcerie (Pandore), Odette de Fehl (Hermès), tous trois de l'Odéon, Caroline Fiérens-Peters (Bia), Valentin Duc (Kratos), tous deux de l'Opéra, Amélie Torrès (Knoë) de l'Opéra-Comique - Ballet de 50 danseuses (Vasquez, maitre de Ballet de l'Opéra) - Trois orchestres d'harmonie et un orchestre quintetti à cordes, 18 harpes, chefs : Eustace du 2e Génie et Weinberger du 17e R.I. - Chœurs de femmes de Paris et 200 choristes biterrois (chef des chœurs : Bian).

### Programme hors Théâtre des Arènes

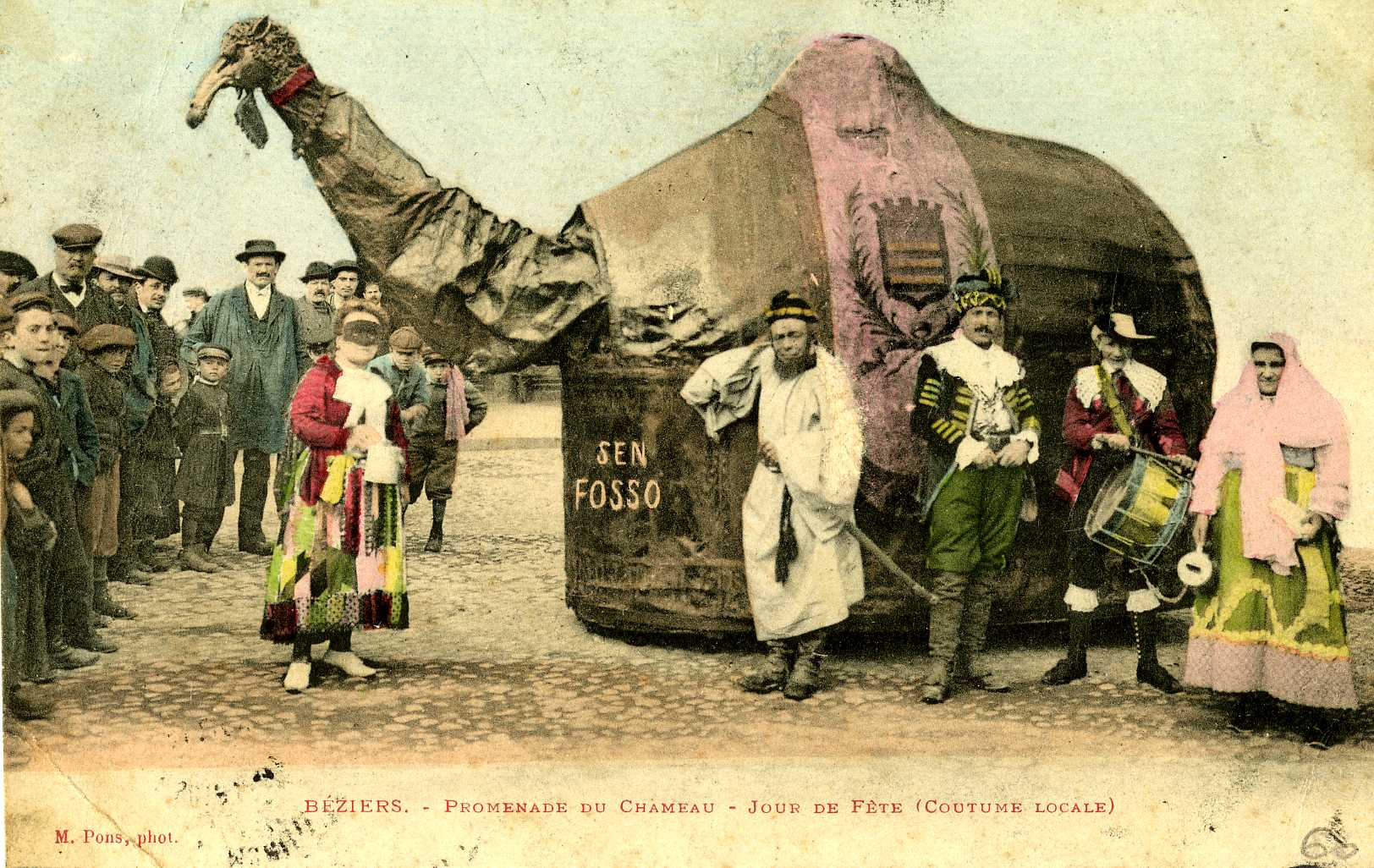
Lo Camel, animal totémique de la ville de Béziers.

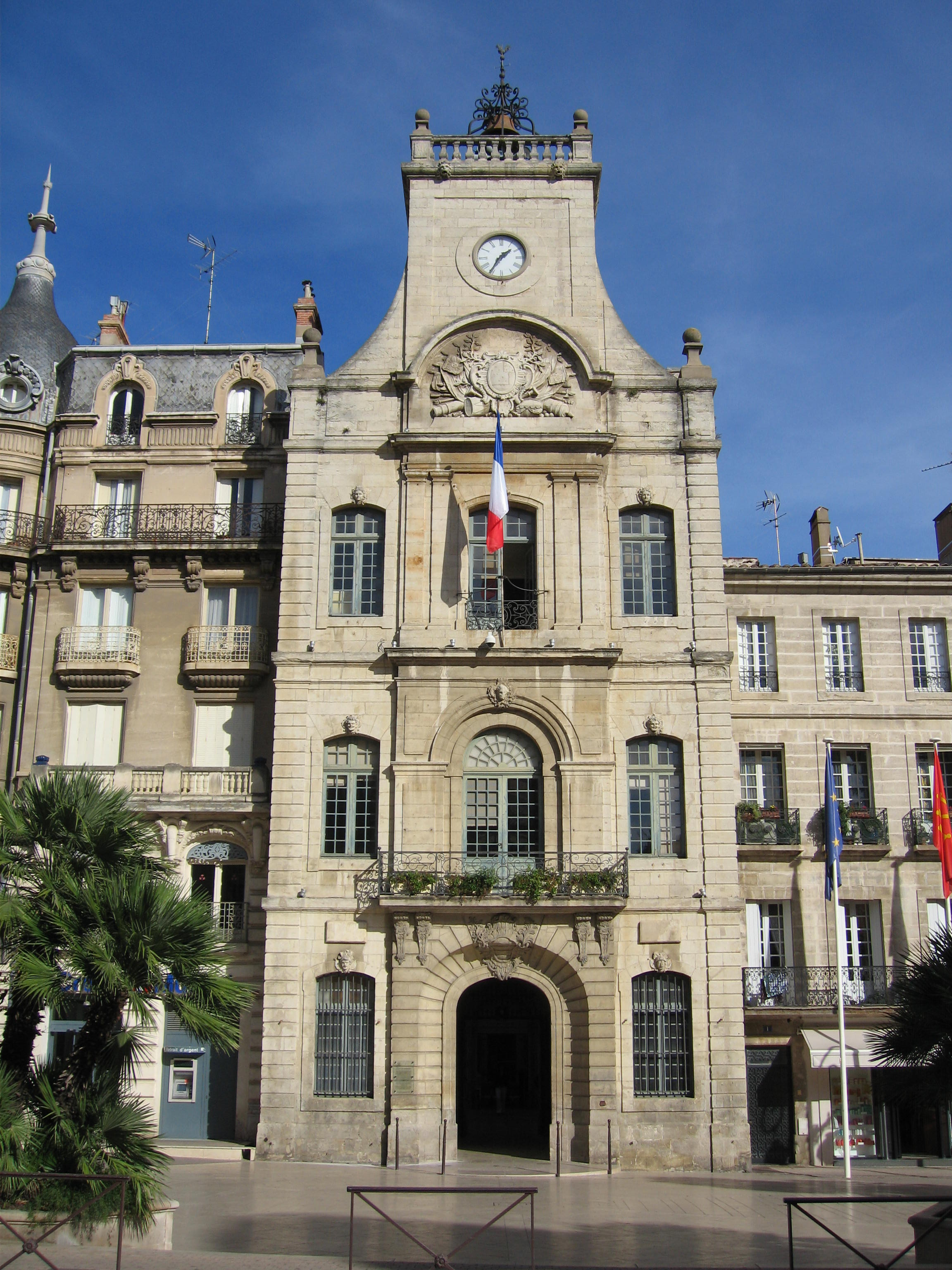
L'Hôtel de Ville.

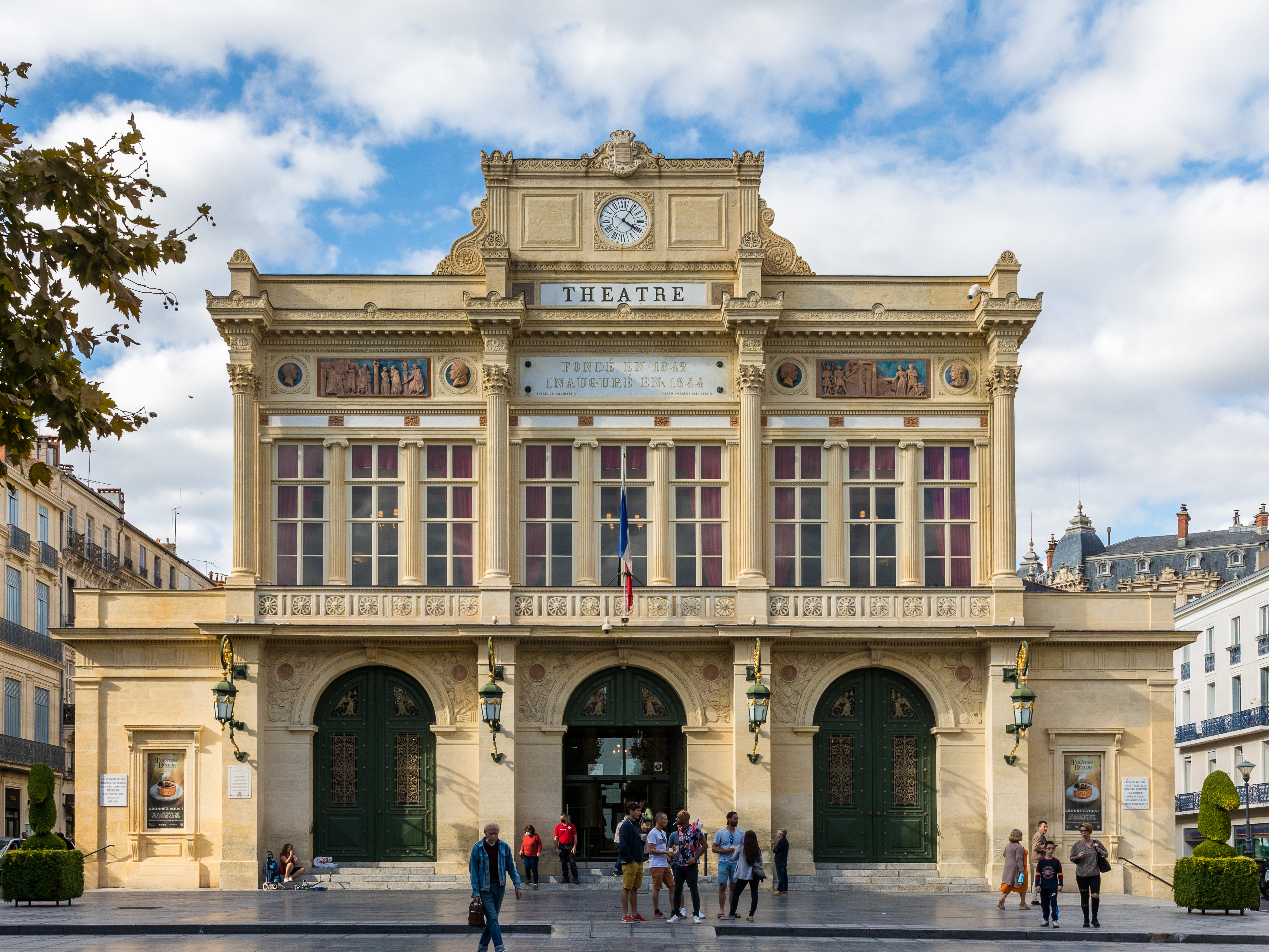
Le Grand-Théâtre.

- Illuminations du Grand-Théâtre tous les soirs de 20 h 30 à 22 h 30. Le dimanche 26 août, le violent orage de l'après-midi détruit tous les préparatifs.
- Retraite aux flambeaux (samedi 25 août à 21 h) avec le concours des musiques civiles et militaires de la ville (plus de 100 musiciens). Sorties du Chameau (image ci-contre).
- Diner les 26 et 28 août chez Thailhades restaurateur sis 15 rue Sébastopold.
- Concert de Gabriel Fauré et Camille Saint-Saëns, œuvre de Beethoven et Saint-Saëns pour deux pianos (mardi 28 août à 20 h 30).
- Déjeuner offert par la municipalité aux auteurs, compositeurs et interprètes (mercredi 29 août à l'Hôtel du Commerce).
- Concerts sur la place de la Citadelle (26 et 29 août de 20 h 30 à 23 h).

Les fêtes sont programmées en août 1901.

## Parysatis (17-19 août 1902)

### Programme au Théâtre des Arènes
Dimanche 17 août à 15 h : première représentation de Parysatis au bénéfice des Œuvres Patriotiques et de Bienfaisance.
Mardi 19 août à 15 h : deuxième représentation de Parysatis.
Un drame en 3 actes et un prologue de Jane Dieulafoy, musique de Camille Saint-Saëns avec une orchestration traitée par Eustace du 2e Génie, sous la direction de Paul Viardot (Opéra), mise en scène de M. Dherbilly (régisseur général de l'Odéon), avec des décors (3 000 m2) de Marcel Jambon et A. Bailly (Opéra de Paris) et des costumes exécutés à Paris par Léon Cousin.
Distribution : M. Rousselière (Opéra), Lucette Korsoff et Alexis Boyer (Opéra-Comique), tous trois Coryphées, Segond-Weber (Parysatis), Cora Laparcerie-Richepin (Aspasie), Lucie Brille (Phédyme), Catherine Fonteney (Artaynte), Odette de Fehl (travestie en Darius) tous de l'Odéon sauf Segond-Weber de la Comédie Française - Ballet de 60 danseuses (maitre de Ballet : Bucourt, de l'Opéra) - 1er orchestre d'Harmonie, chef : Giraud), la Lyre biterroise (2e orchestre, chef : Alicot), orchestre à cordes, 20 harpes (chef : Louis Hasselmans, Conservatoire de Paris) soit 450 instrumentistes - Chœurs des Femmes de l'Opéra-Comique et de Monte-Carlo (chef des chœurs : Jean Nussy-Verdier).

### Programme hors Théâtre des Arènes
- Illuminations du Grand-Théâtre tous les soirs de 20 h 30 à 22 h 30.
- Réception du Ministre de l'Instruction Publique (Joseph Chaumié) et du Ministre des Colonies (Gaston Doumergue) à l'Hôtel de la Sous-Préfecture (19 août à 8 h 30). Décoration de la Gare des Chemins de Fer du Midi pour leur arrivée.
- Banquet officiel (19 août à 19 h) à l'Hôtel de Ville (image ci-contre).
- « Champagne démocratique » donné par la municipalité au Casino L'Alcazar de Béziers.

Les fêtes sont programmées à nouveau les 9-11 août 1903.

## Armide (28-30 août 1904)

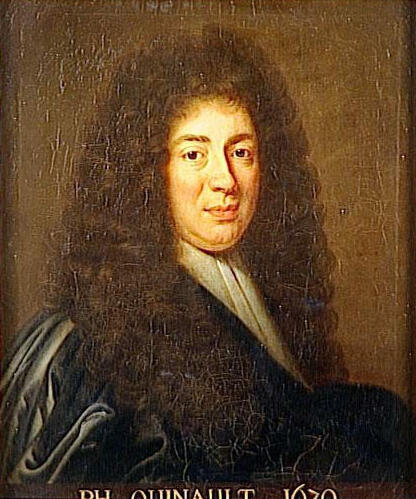
Philippe Quinault, auteur du livret dArmide.

### Programme au Théâtre des Arènes
Dimanche 28 août à 15 h : première représentation d'Armide, plus de 12 000 spectateurs.
Mardi 30 août à 15 h : deuxième représentation d'Armide. Interruption par la pluie dès le premier acte, représentation reportée au lendemain à 15 heures.
Un drame en 5 actes tiré d'un poème de Philippe Quinault (image ci-contre), musique de Gluck, d'après la partition de Fanny Pelletan, Camille Saint-Saëns et O. Thierry-Poux, sous la direction de Paul Viardot (Opéra), mise en scène de M. Dherbilly (régisseur général de l'Odéon), avec des décors de Marcel Jambon et A. Bailly (Opéra de Paris).
Distribution : Félia Litvinne (Armide), Armande Bourgeois et Valentin Duc (Renaud), tous trois de l'Opéra, Étienne Billot de l'Opéra-Comique, Céleste Gril (Sidonie), Berges (Phénice), Josépha Gozategui (Lucinde), Loventz (Mélisse) - Ballet de 60 danseuses de Milan (maitre de Ballet : d'Allessandri) - Orchestre symphonique de 300 instrumentistes - 250 choristes dont La Chorale Biterroise (chef : Thalio), l'Orphéon L'Avenir (chef : Escudié), chœurs des Femmes de Paris et de Monte-Carlo (chef des chœurs : Jean Nussy-Verdier).

### Programme hors Théâtre des Arènes
- Concert au kiosque à musique (Place de la Citadelle), avec la musique du 2e Génie pour les interprétations de Tanhauser (Wagner), Scènes pittoresques (Massenet), Carnaval (Guiraud), Laffont chante un air de Robert le Diable et Mlle Durand de l'Opéra la scène du 2e acte de La Juive.

## Les Hérétiques (27-29 août 1905)

### Programme au Théâtre des Arènes
Dimanche 27 août à 15 h : première représentation des Hérétiques, au bénéfice des Œuvres Patriotiques et de Bienfaisance.
Mardi 29 août à 15 h : deuxième représentation des Hérétiques, « contrarié par un vent impérieux ».
Un opéra en 3 actes de Ferdinand Hérold, musique de Charles Gaston Levadé, sous la direction de Jean Nussy-Verdier, mise en scène de M. Dherbilly (régisseur général de l'Odéon), avec des décors de Marcel Jambon, peintre décorateur de l'Opéra de Paris (image ci-contre).
Distribution : Mlle Mazarin (Daphné), Valentin Duc (Comte de Béziers) de l'Opéra, Harriet Strasy, Mlle Charbonnel (l'abbesse), Billot, Vallier (Lychas, le Légat), Dufranne de l'Opéra-Comique (Simon de Monfort) - Ballet de danseuses de la Scala de Milan (maitre de Ballet : Belloni) - Chœurs des Femmes des Concerts Colonne et les élèves du Conservatoire de Paris (chef des chœurs : également Jean Nussy-Verdier).

### Programme hors Théâtre des Arènes
- Congrès des Littérateurs du Midi, sous la présidence d'Henry Roujon (image ci-contre), secrétaire perpétuel de l'Académie des Beaux-Arts et de Paul Paget, président de la Société Littéraire et Artistique de Béziers (28 août à 9 h., Salle du Conseil Municipal), avec des intermèdes de récitation de poésies (artistes de l'Odéon et de l'Opéra) et un concert.

## La Vestale (26-28 août 1906)

### Programme au Théâtre des Arènes
Dimanche 26 août à 15 h : première représentation de La Vestale, au bénéfice des Pauvres de Béziers, 30 000 spectateurs selon L'Officiel des Théâtres.
Mardi 28 août à 15 h : deuxième représentation de La Vestale.
Une tragédie lyrique en 3 actes de Gaspare Spontini sur des paroles d'Étienne de Jouy et des ballets de Gardel, divertissement réglé par Belloni (Scala de Milan), sous la direction de Jean Nussy-Verdier, mise en scène de M. Dherbilly (régisseur général de l'Odéon), avec des décors (6 000 m2) de Marcel Jambon et A. Bailly (Opéra de Paris).

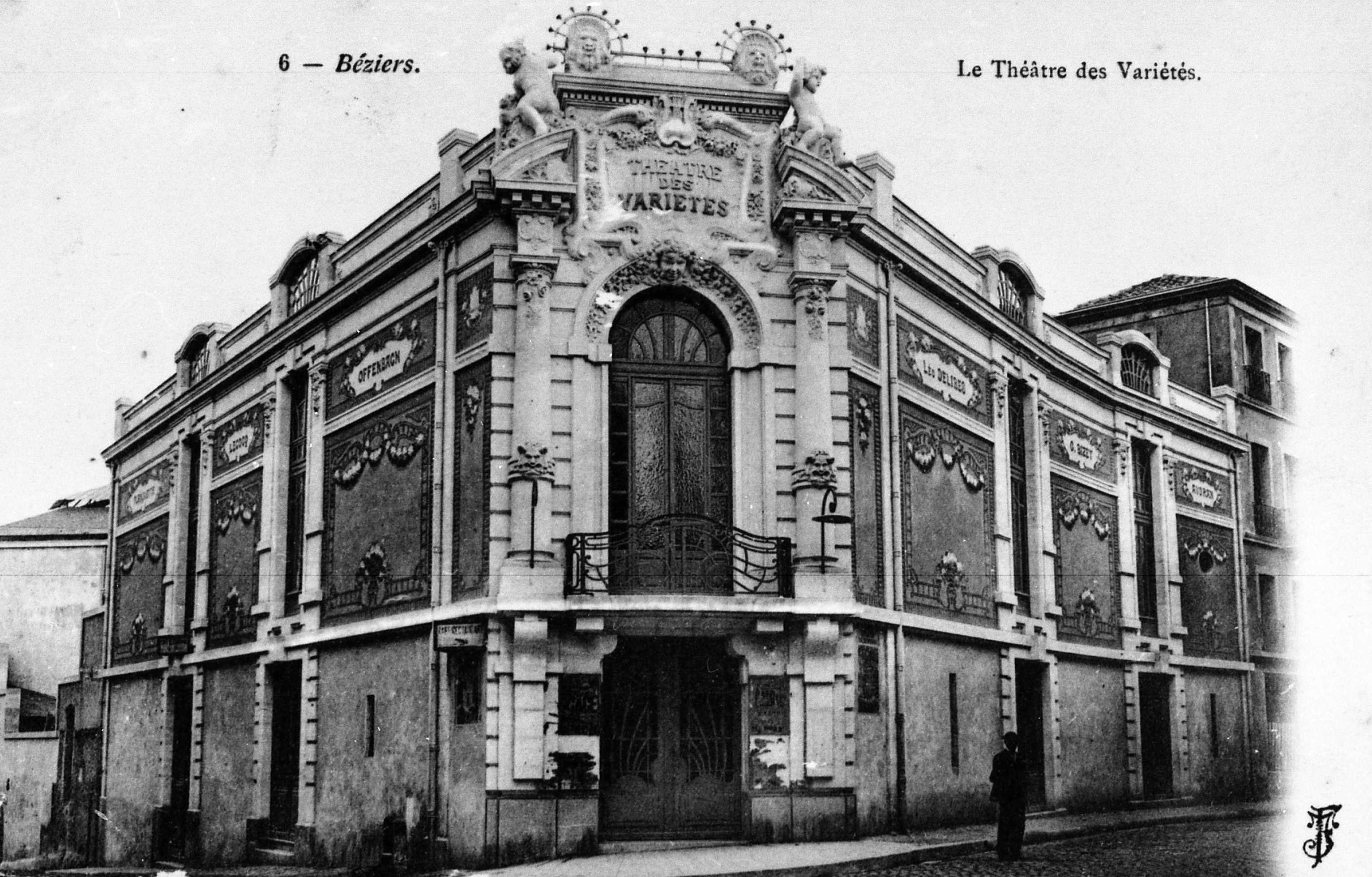
Le Théâtre des Variétés.

Distribution : Georgette Bastier (La Grande Vestale) et Harriet Strasy (Julia) toutes deux de la Monnaie, Valentin Duc (Licinius) et F. Delmas (Le Grand Pontife) tous deux de l'Opéra, Émile Cazeneuve (Cinna) des Concerts Colonne, Louis Vaurs (Chefs des Auspices) - Ballet réglé par Berthe Keller et Céline Rozier, 60 danseuses de la Scala de Milan (maitre de Ballet : Belloni) - Orchestre symphonique de 200 instrumentistes - 250 choristes (chef des chœurs : Jean Nussy-Verdier).

### Programme hors Théâtre des Arènes
- Grand Gala au Théâtre des Variétés (image ci-contre), sous le patronage de Camille Saint-Saëns, avec les principaux artistes de La Vestale, la musique du  2e Génie.
- Concert pour le 70e anniversaire de Camille Saint-Saëns (aux Arènes, 2 septembre), œuvre pour deux pianos jouée par Odéon et Camille Saint-Saëns, la cantate Les Gloires de Corneille, la comédie lyrique Les mystère de l'Hyménée de Michaud d'Huniac et Nussy-Verdier…
- Saint-Saëns est fait Citoyen d'Honneur de la Ville.

## Le Premier Glaive (30 août-1erseptembre 1908)

### Programme au Théâtre des Arènes

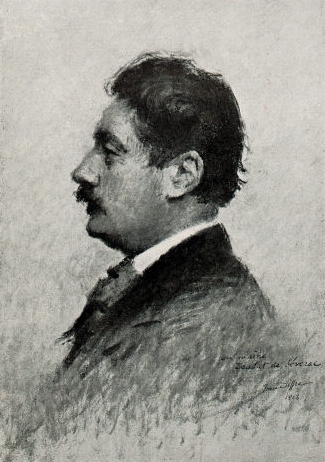
Déodat de Séverac, compositeur d'Héliogabale.

Dimanche 30 août 1908 à 15 h. : première représentation du Premier Glaive, au bénéfice des Œuvres Patriotiques et de Bienfaisance.

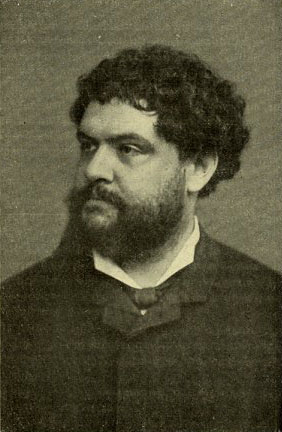
Jean Richepin, conférencier à l'occasion de la représentation des Esclaves.

Mardi 1er septembre 1908 à 15 h. : deuxième représentation du Premier Glaive.
Un drame lyrique en 3 actes, poème de Lucien Nepoty, musique d'Henri Rabaud, sous sa direction, avec des décors (4 000 m2) de Marcel Jambon et A. Bailly (Opéra de Paris).
Distribution : Affre (Dulberg) de l'Opéra, Laffont (Le Vieillard) et Isabeau Catalan (Une femme) du Théâtre de Bordeaux pour les rôles chantés, Madeleine Roch (Malia), Paul Mounet (Rhang) et Fenoux (Vargas) tous trois de la Comédie Française, Henry Perrin (La Brenn), Mlle Barjac (Mira), Louise Prévor (Kiorama) et Morsenn, tous de l'Odéon, Desmarès, Dupront, Teste, Taldy - Orchestre de 400 instrumentistes, dont la musique de l'École d'Artillerie de Toulouse, 12 harpes - Ballet de danseuses de la Scala de Milan, Aïda Boni, danseuse étoile de la Scala - Chœurs des Femmes de Paris, 250 choristes (chef des chœurs : Jean Nussy-Verdier).

### Programme hors Théâtre des Arènes
- Illuminations du Grand-Théâtre (image ci-contre).
- Retraite aux flambeaux avec le concours des musiques du 96e R.I. et du 2e Génie et la Lyre Biterroise (29 août à 21 h.), défections des Enfants de Béziers et du Rallye Biterrois le jour même.
- Grand-Concert au Kiosque sur la place de la Citadelle (29 août à 21 h. 30) avec la musique de l'École d'Artillerie de Toulouse.
- Concert sur la place de la Citadelle (30 août à 20 h. 30) par la musique du 96e R.I.
- Concert de Gala au Kiosque sur la place de la Citadelle (31 août à 20 h. 30).
- Concerts de Gala au Grand-Théâtre (31 août et 2 septembre à 20 h. 30 ), au bénéfice de l'Œuvre du Chemin de Fer : deux comédies de Camille Saint-Saëns par des artistes de l'Odéon (Botriocéphale et La crampe des écrivains) ; chant : Lina Kayser et Lucyle Panis, prix d'Opéra du Conservatoire de Paris en 1908, Juliette Fraisse, Cazottes, Milhau, Vallier.
- Concert sur la place de la Citadelle (1er septembre à 20 h. 30) avec la Lyre Biterroise.
- suivent en fin de semaine :
- Concert sur la place de la Citadelle (5 septembre à 20 h. 30) par la musique du 96e R.I. et L'Orphéon L'Avenir.
- Concert-Festival-Représentation populaire au Théâtre des Arènes (6 septembre à 15 h.), organisé par la Lyre Biterroise au bénéfice des Pauvres
- Concert sur la place de la Citadelle (6 septembre à 20 h. 30) par les musiques du 96e R.I. et du 2e Génie, la Lyre Biterroise, Guilhaumon (baryton).

## La Fille du Soleil (29-31 août 1909)

### Programme au Théâtre des Arènes
Dimanche 29 août à 15 h : première représentation de La Fille du Soleil au profit des Pauvres, 12 000 spectateurs.
Mardi 31 août à 15 h : deuxième représentation de La Fille du Soleil.
Une tragédie lyrique en 3 actes, poème de Maurice Magre, musique d'André Gailhard, précédée d'une Ode à Béziers (Dr Vabre), sous la direction de Jean Nussy-Verdier, mise en scène de M. Dherbilly (régisseur général de l'Odéon), avec des décors (4 000 m2) d'A. Bailly (Opéra de Paris).
Distribution : Jenny Spennert (Lycia) du Théâtre de Monte-Carlo, Noté (Hiérophante) baryton de l'Opéra, Mme Laute-Brun, Madeleine Roch (Hélia) de la Comédie Française, Gilda Darthy, Dorival (le roi Elpénor), Joubé (Euristès), Valbel (Arkinoos) - Ballet milanais, Mlle Popinet danseuse étoile - Chœurs (chef des chœurs : Jean Nussy-Verdier).

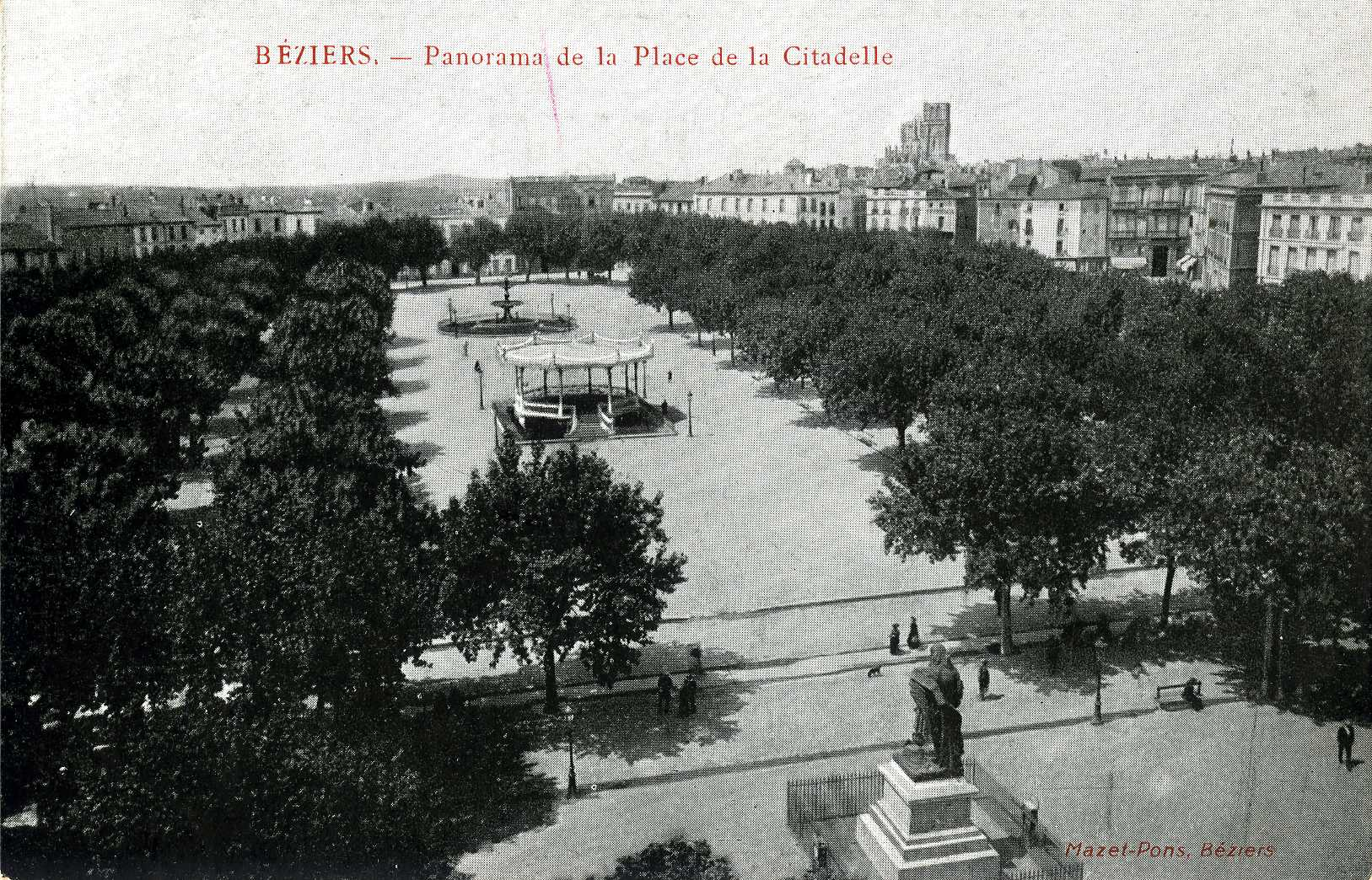
La place de la Citadelle, avec le kiosque à musique, actuelle place Jean-Jaurès.

### Programme hors Théâtre des Arènes
- Concert sur la place du Théâtre (28 août à 21 h.) par la musique du 7e Génie.
- Concert au kiosque (image ci-contre) sur la place de la Citadelle (28 août à 21 h.) par la musique du 2e Génie, avec chant.
- Concert sur la place de la Citadelle (29 août à 21 h.) par la Lyre Biterroise, le Rallye Biterrois, avec chant.
- Concert sur la place de la Citadelle (31 août à 21 h.) par la Lyre Biterroise.
- Concert sur la place de la Citadelle (2 septembre à 20 h. 30) par la musique du 2e Génie, avec chant.
- Concert sur la place de la Citadelle (4 septembre à 20 h. 30) par la musique du 7e Génie, avec chant.
- Concert populaire sur la place de la Citadelle (5 septembre à 20 h. 30) par les musiques du 2e Génie, 7e Génie, 96e R.I., la Lyre Biterroise et le Rallye Biterrois, avec chant.

## Héliogabale (tragédie lyrique) (21-23 août 1910)

### Programme au Théâtre des Arènes
Dimanche 21 août 1910 à 15 h. : première représentation d'Héliogabale (tragédie lyrique) .
Mardi 23 août 1910 à 15 h. : deuxième représentation d'Héliogabale (tragédie lyrique).
Une tragédie lyrique en trois actes en vers, poème d'Émile Sicard, musique de Déodat de Séverac avec une orchestration de J. Lignon, précédée d'un prologue de Charles Guéret , sous la direction d'Louis Hasselmans (Opéra-Comique), mise en scène de M. Dherbilly (ex-régisseur général de l'Odéon), avec des décors d'Eugène Lucien Ronsin et L. Darlot (peintres-décorateurs pour les salles parisiennes). – Orchestre symphonique de 407 instrumentistes dont les musiques de la Flotte (Toulon), des Équipages, de l'École d'Artillerie et du 2e Génie, l'"Estudiantina Biterroise" – Ballet en 5 scènes La résurrection d'Adonis, Nina Séréni danseuse étoile de la Scala de Milan, Jeanne Barbier de l'opéra de Paris (remplaçant in extremis Stascia Napierkowska) et Ea Karité première danseuse de l'Opéra-Comique, 60 danseuses (maître de ballet : Belloni) - 160 choristes avec le Chœur des Enfants de Béziers (chefs des chœurs : Georges Nussy-Verdier, Carelles et Biau).
Distribution : Germaine Le Senne (Cinthia) et Paul Franz (Lucinius) tous deux de l'Opéra, Demangane (Proetextat), Edouard de Max (Héliogabale), Alexandre (Rusca) et Madeleine Roch (Soemias) tous deux de la Comédie Française, Lucie Brille (Julia) et Henry Perrin (Calixte) tous deux de l'Odéon, Jean Hervé (Claudien) et Marcelle Schmitt (Coelia).

### Programme hors Théâtre des Arènes
- Concert sur la place de la Citadelle (dimanche 21 août à 20 h.) avec les musiques du 96e R.I. et de l'École d'Artillerie de Toulouse, avec chant.
- Soirée de Gala au Grand-Théâtre (lundi 22 août à 20 h.)) offerte par le Dr Charry, avec les musiques des Équipages de la Flotte et de l'École de l'Artillerie, Mlles Le Senne et Guiraud, de Max, la danseuse étoile Nina Séréni, concert de piano d'Yves Nat.
- Sortie du Chameau et des Treilles (mardi 23 août à 9 h. et 9 h. 30).
- Tirs aux pigeons (22-23 août le matin).
- Concert sur la place de la Citadelle (mardi 23 août à 20 h.) avec la musique des Équipages de la Flotte et les chanteurs d'Héliogabale ; la "Lyre Biterroise" reporte son concert au mardi 30 août.

Tirs aux pigeons (22-23 août le matin).
- Fête félibréenne et des troubadours sous la présidence du capoulié Valère Bernard (mercredi 24 août), sortie des Treilles (9 h. et 16 h. 30), banquet félibréen au parc de Fonseranes.
- Festival-concert populaire aux Arènes (mercredi 24 août à 20 h. 30)
- Fête enfantine au Parc des Poètes (jeudi 25 août à 15 h.) avec danses, distribution de jouets, représentation du Guignol Lyonnais.

## Les Esclaves (27-29 août 1911)

### Programme au Théâtre des Arènes
Dimanche 27 août 1910 à 15 h. : première représentation des Esclaves.
Mardi 29 août 1910 à 15 h. : deuxième représentation des Esclaves.
Une tragédie lyrique en trois actes, poème de Louis Payen, musique d'Aymé Kunc, sous la direction de Jean Nussy-Verdier, mise en scène d'Hubert Genin (régisseur général), avec des décors d'A. Bailly (Opéra de Paris). – Orchestre symphonique de 400 instrumentistes – Ballet de 60 danseuses de Milan, Sonia Pavlova (Naïs) danseuse étoile du Théâtre de Monte-Carlo et Mlle Bos (Mylissa) danseuse de l'Opéra (maître de ballet : Belloni) - 250 choristes.
Distribution : Altchevski (Faustusa), Journet (Elissar), Lucile Panis (Œnoé) et Mlle J. Campredon (Karita) tous de l'Opéra, Alexandre (Himéral) et Madeleine Roch (Semia) tous deux de la Comédie Française, Joubé (Marcus), Dupont (Damon) et Gilda Darthy (Tamyris) tous trois de l'Odéon, Bourny (Ennias).

### Programme hors Théâtre des Arènes
- Conférence (jeudi 31 août) de Jean Richepin (image ci-contre).
- Représentation du Chemineau de Jean Richepin (jeudi 31 août).
- Représentation d'Œdipe-Roi avec Mounet-Sully (dimanche 3 septembre).

## Iconographie
Une importante collection de cartes postales a été émise à ces occasions.
Les différents livrets sont illustrés par Gaston Cugnenc (portraits au fusain pour Déjanire en 1899), par George Roux (Prométhée en 1900), par C. Betout (Le Premier Glaive en 1908), et par L. Darlot (Héliogabale en 1911).

### Galerie des représentations

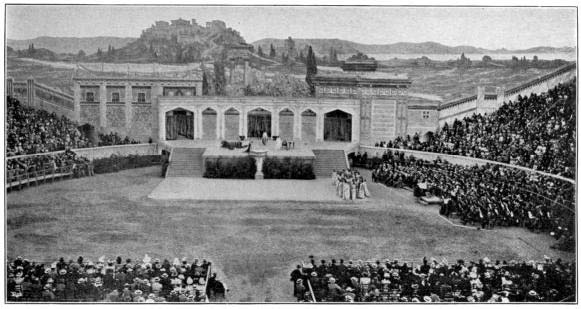
Déjanire Ressources iconographique sur Gallica.
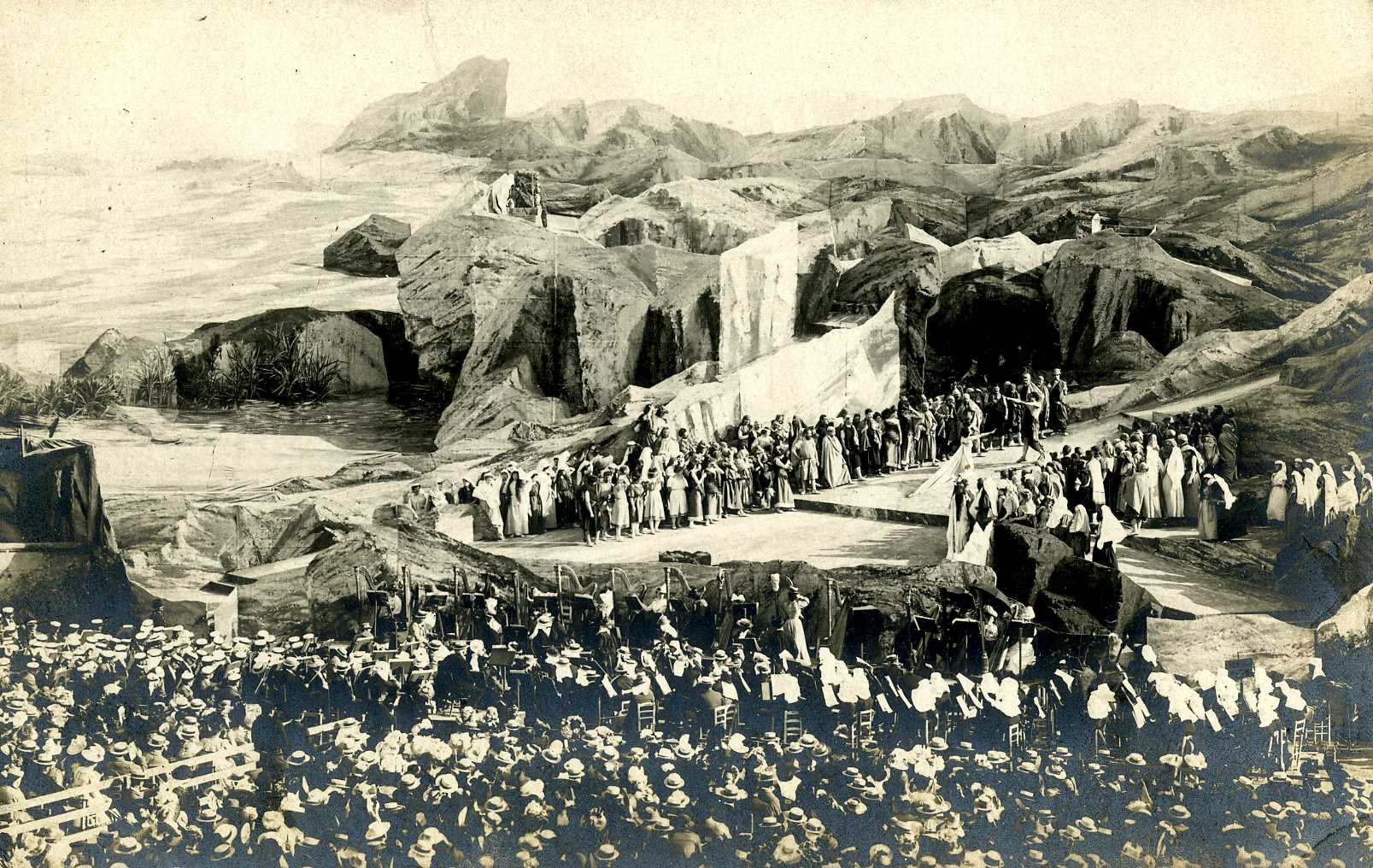
Prométhée Ressources iconographique sur Gallica.
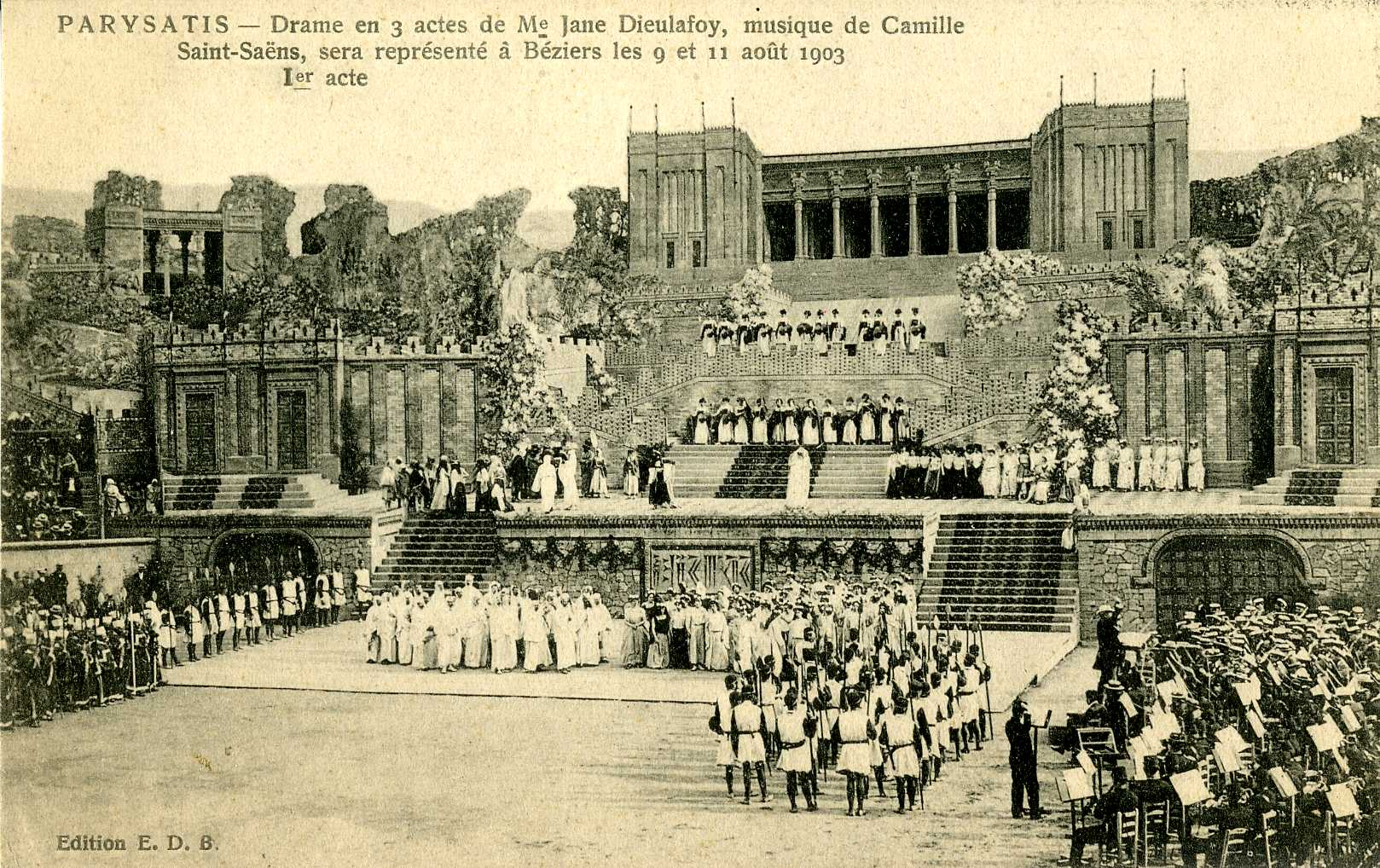
Parysatis.
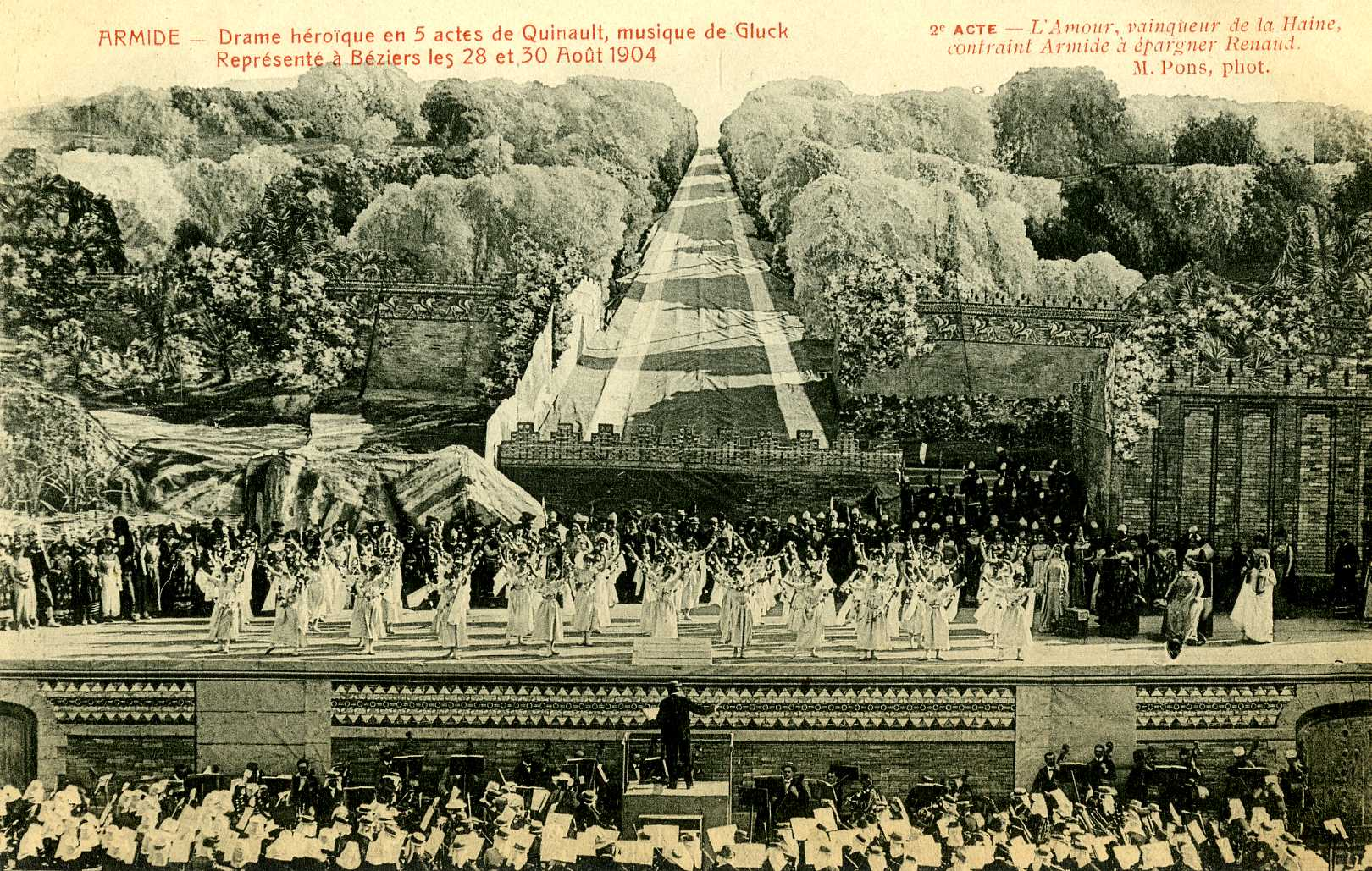
Armide.
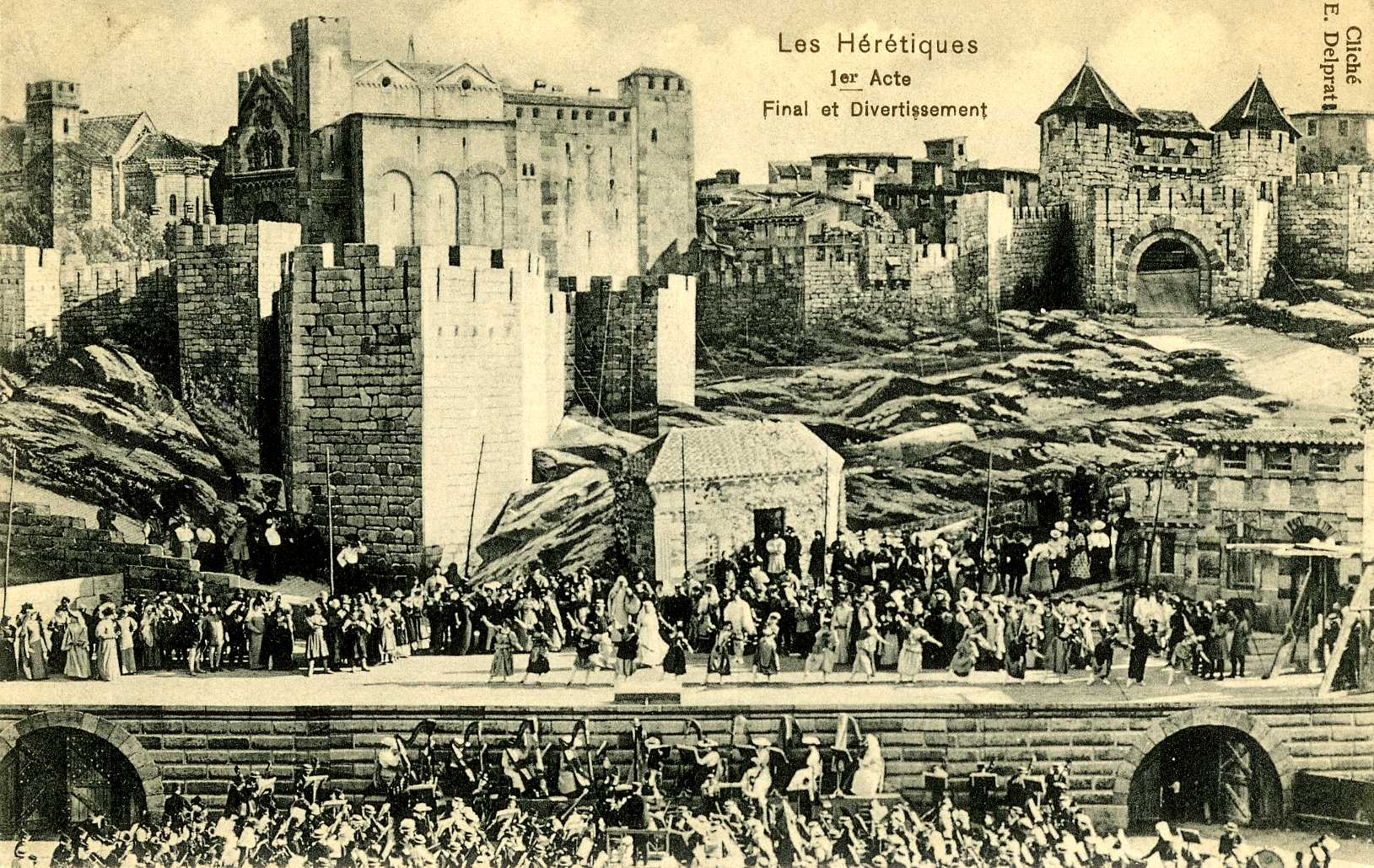
Les Hérétiques.
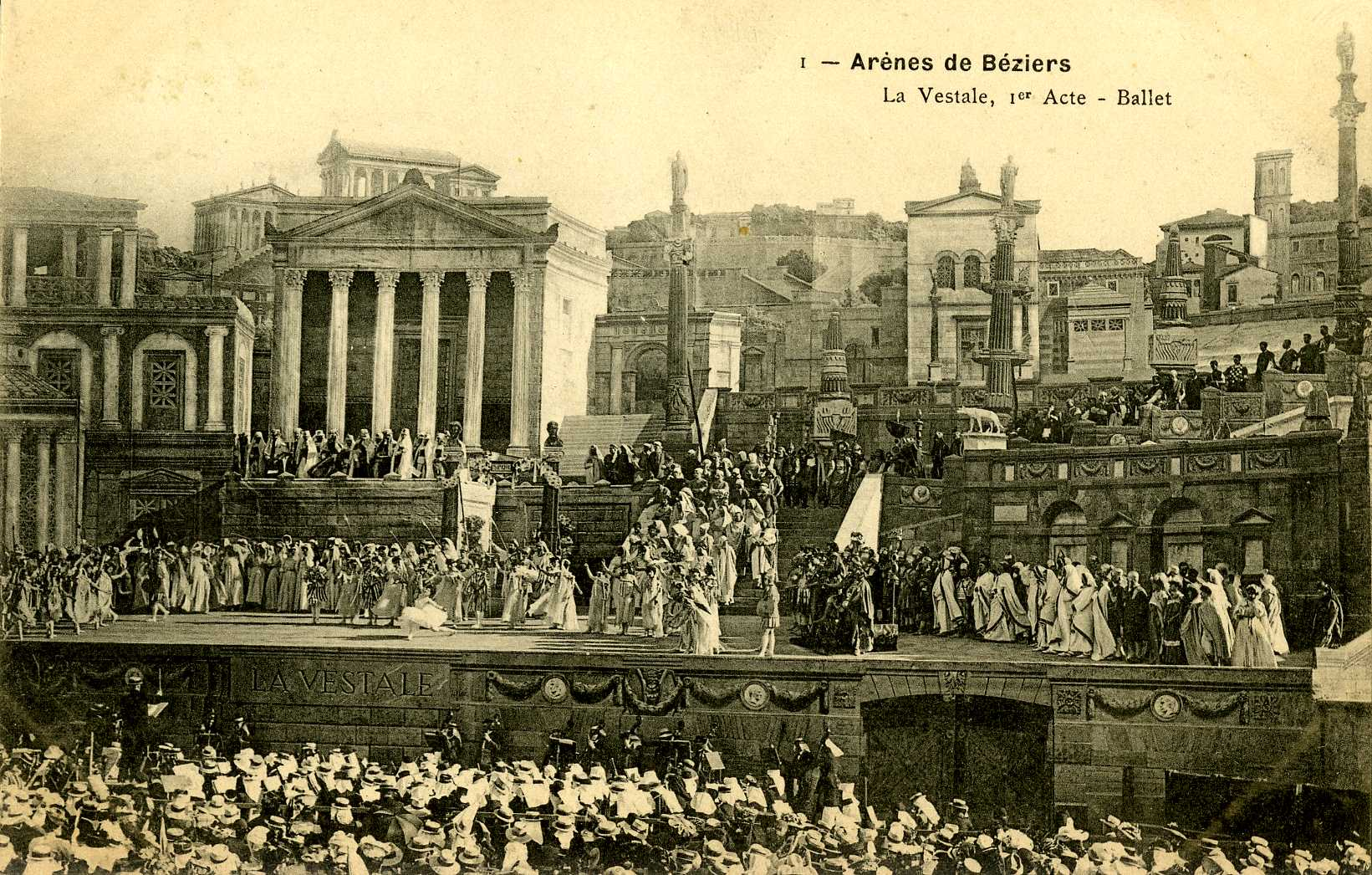
La Vestale.
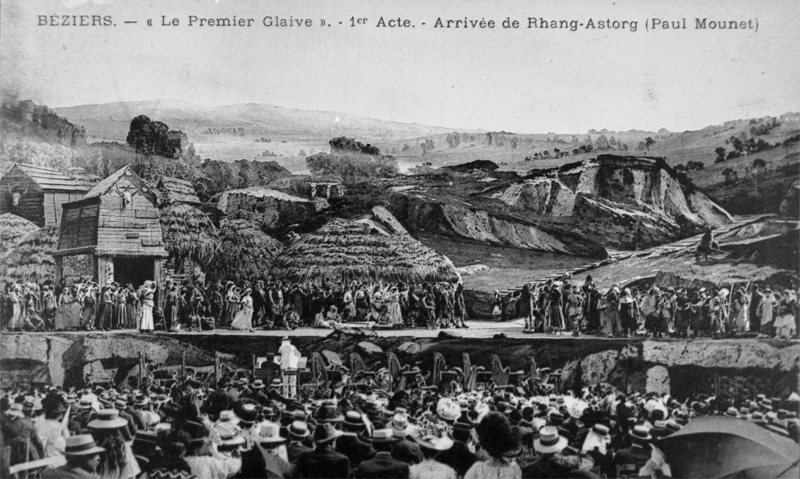
Le Premier Glaive.
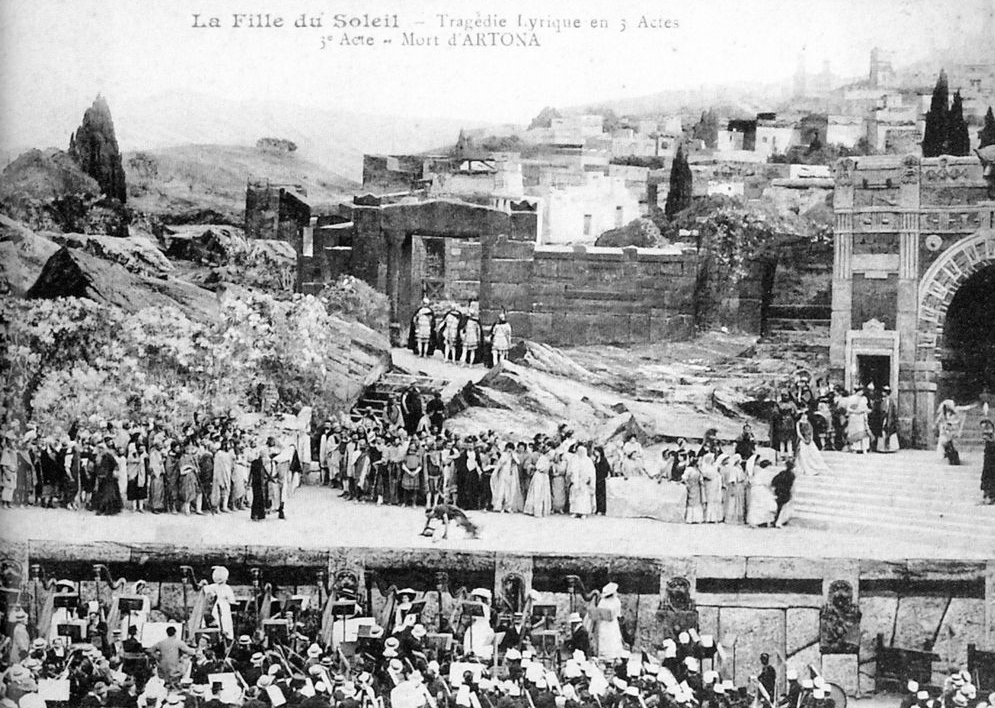
La Fille du Soleil.
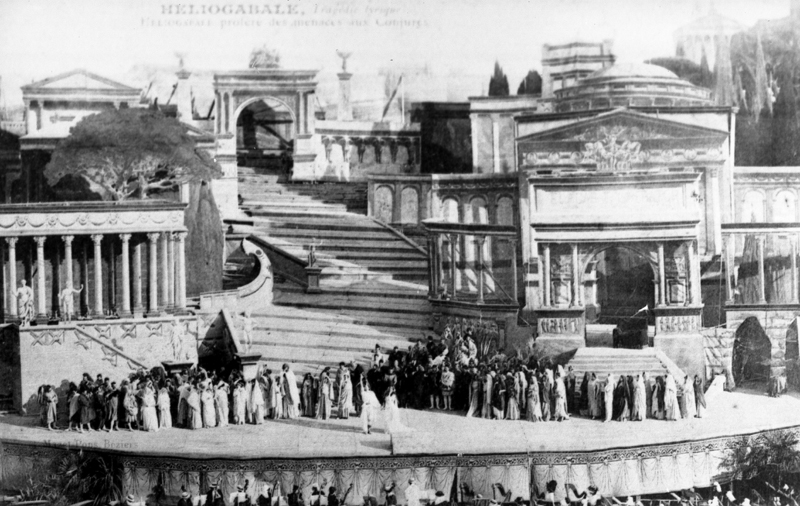
Héliogabale.
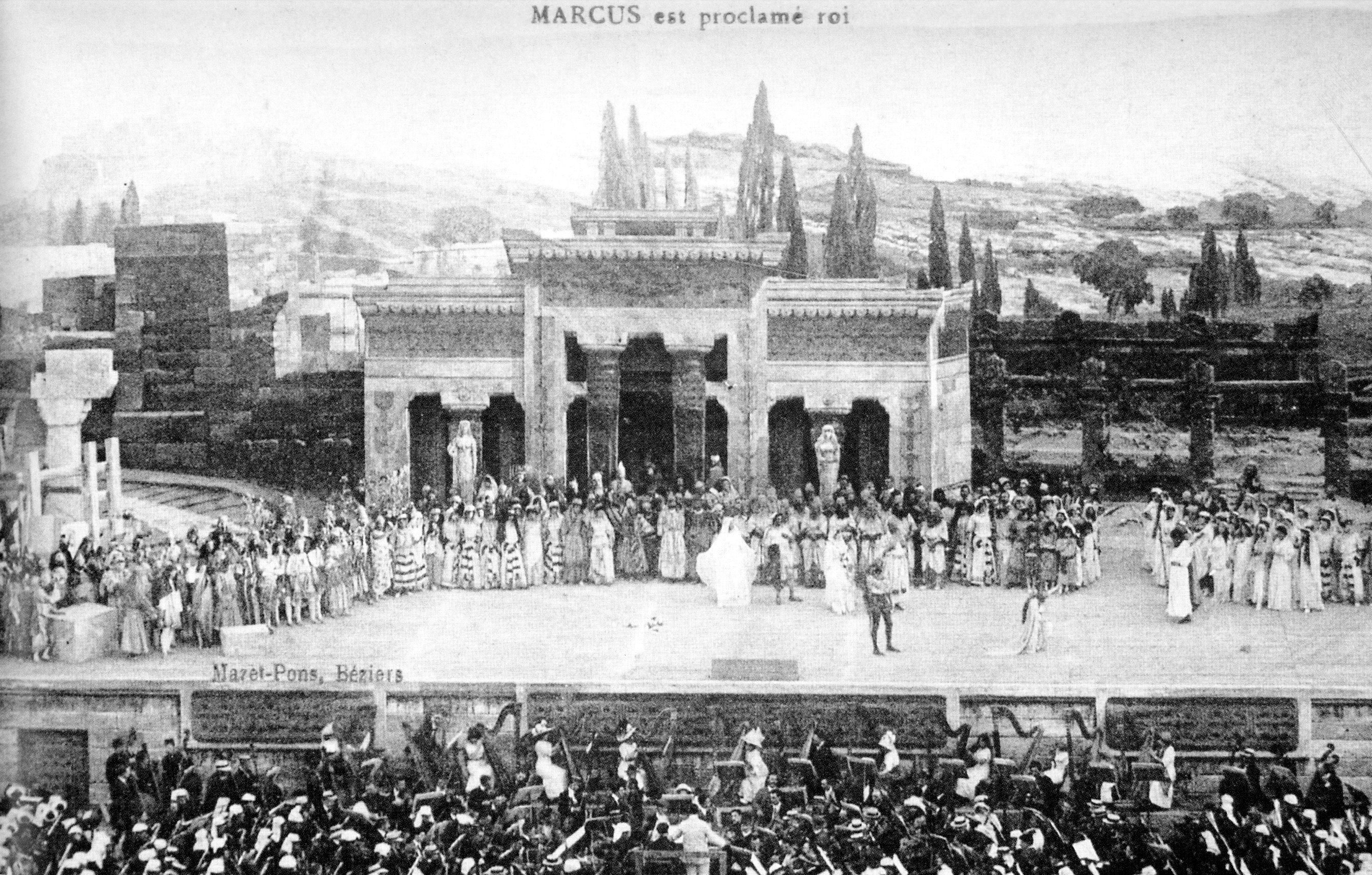
Les Esclaves.

### Galerie des interprètes

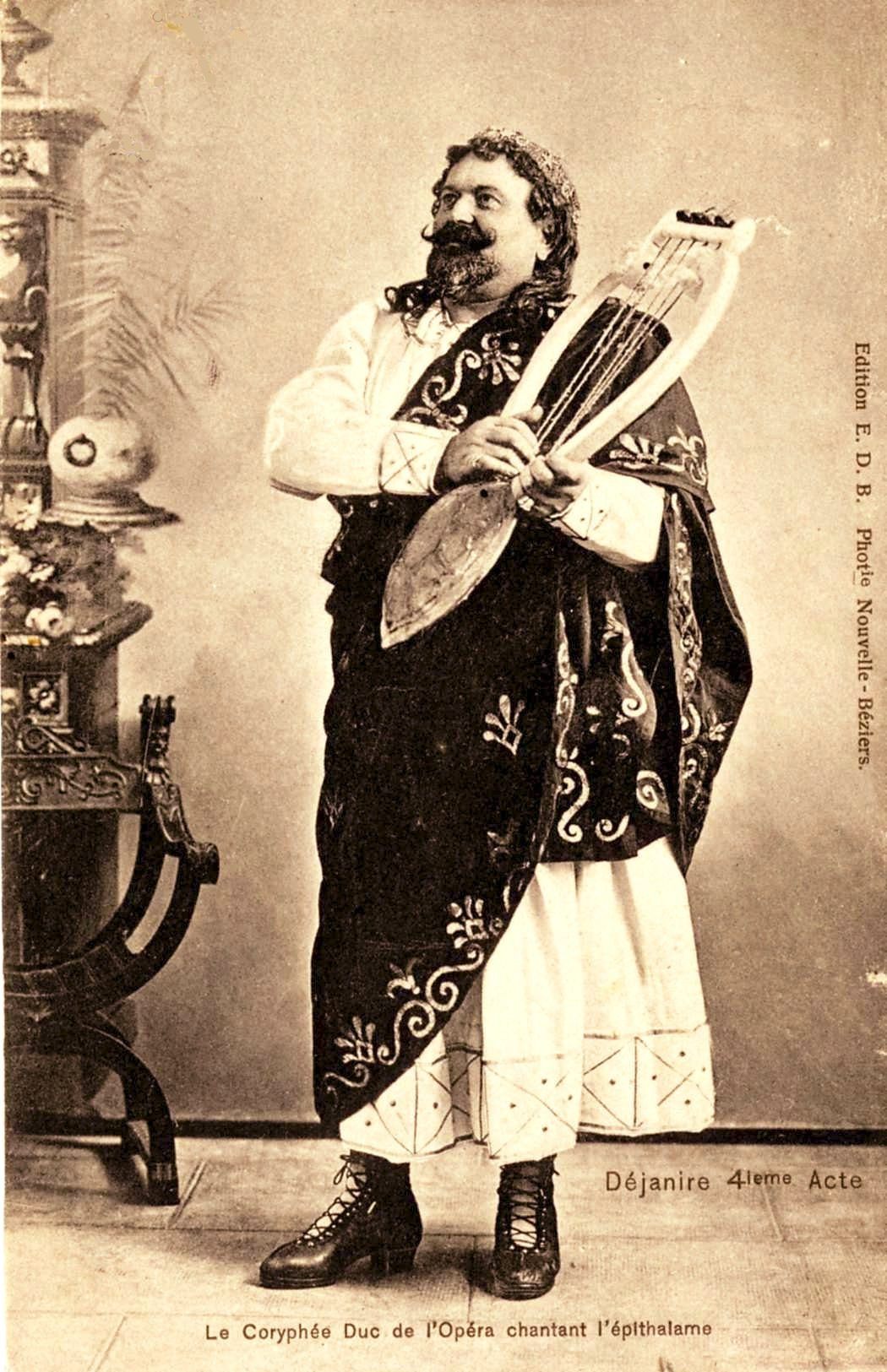
Valentin Duc pour Déjanire.
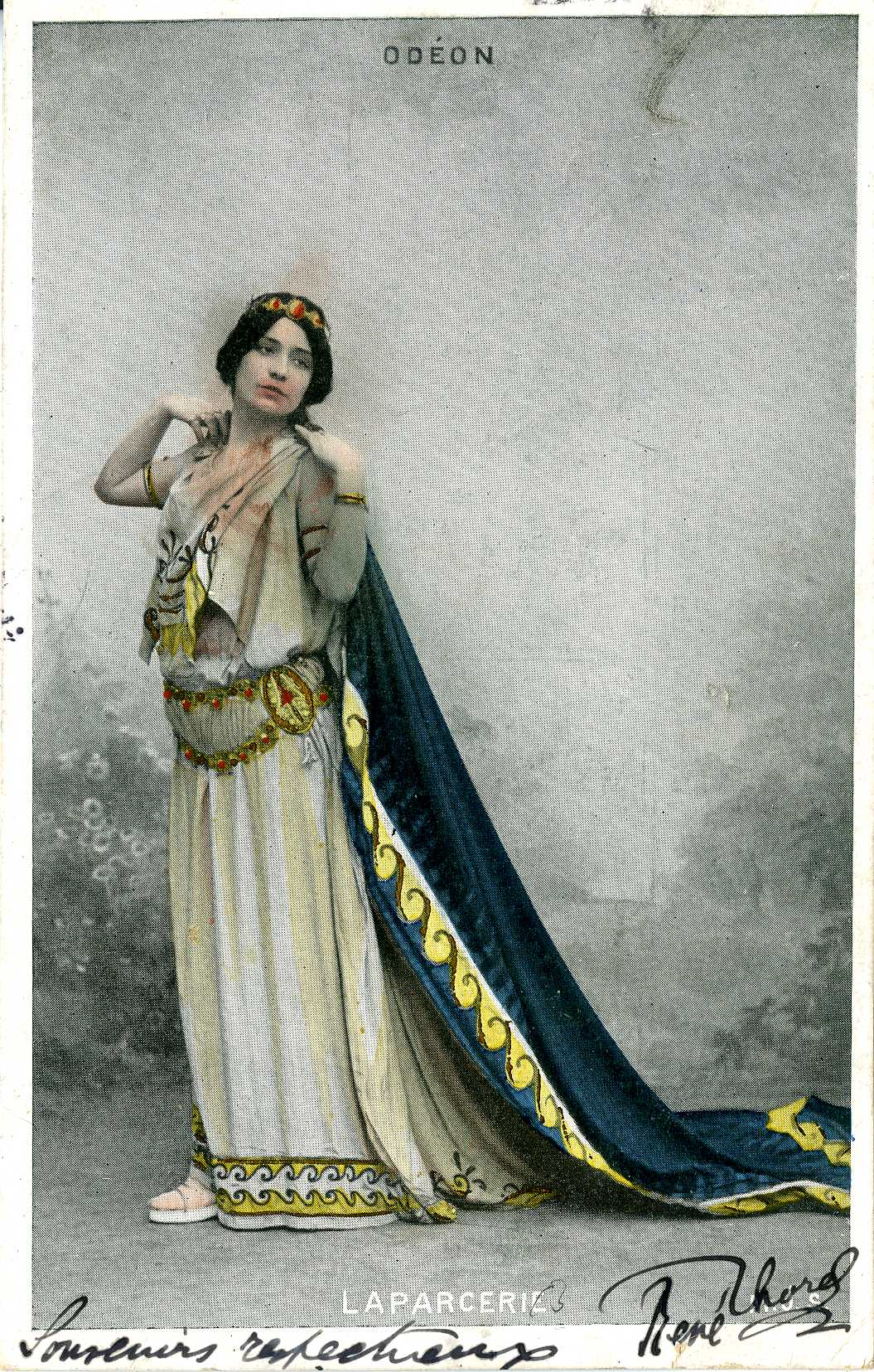
Cora Laparcerie pour Prométhée.
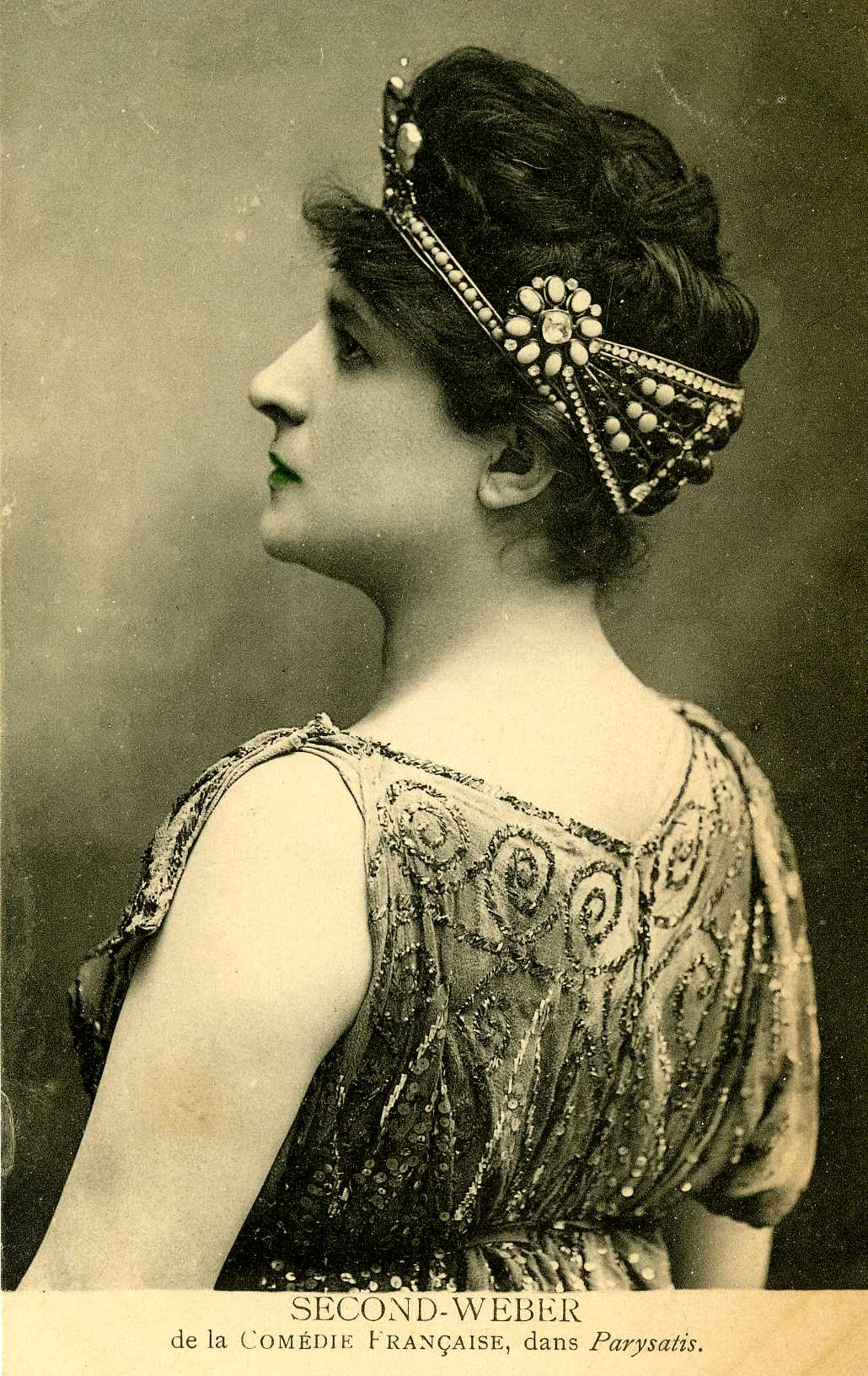
Ségond-Weber pour Parysatis.
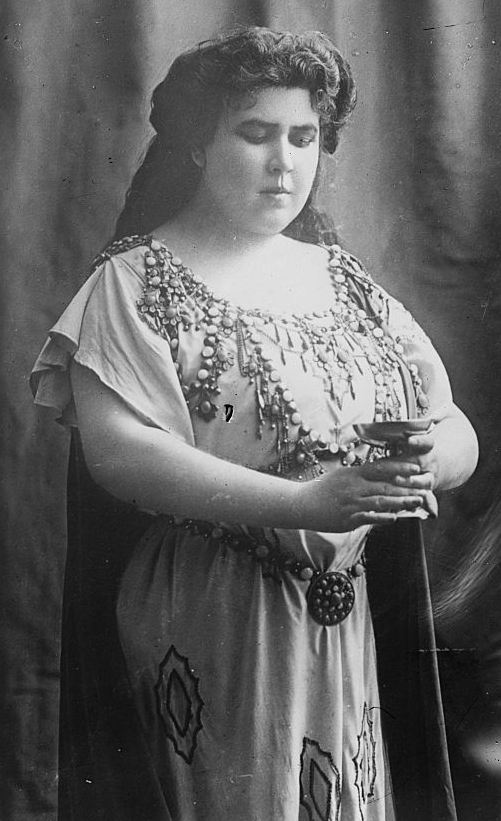
Felia Litvinne pour Armide.
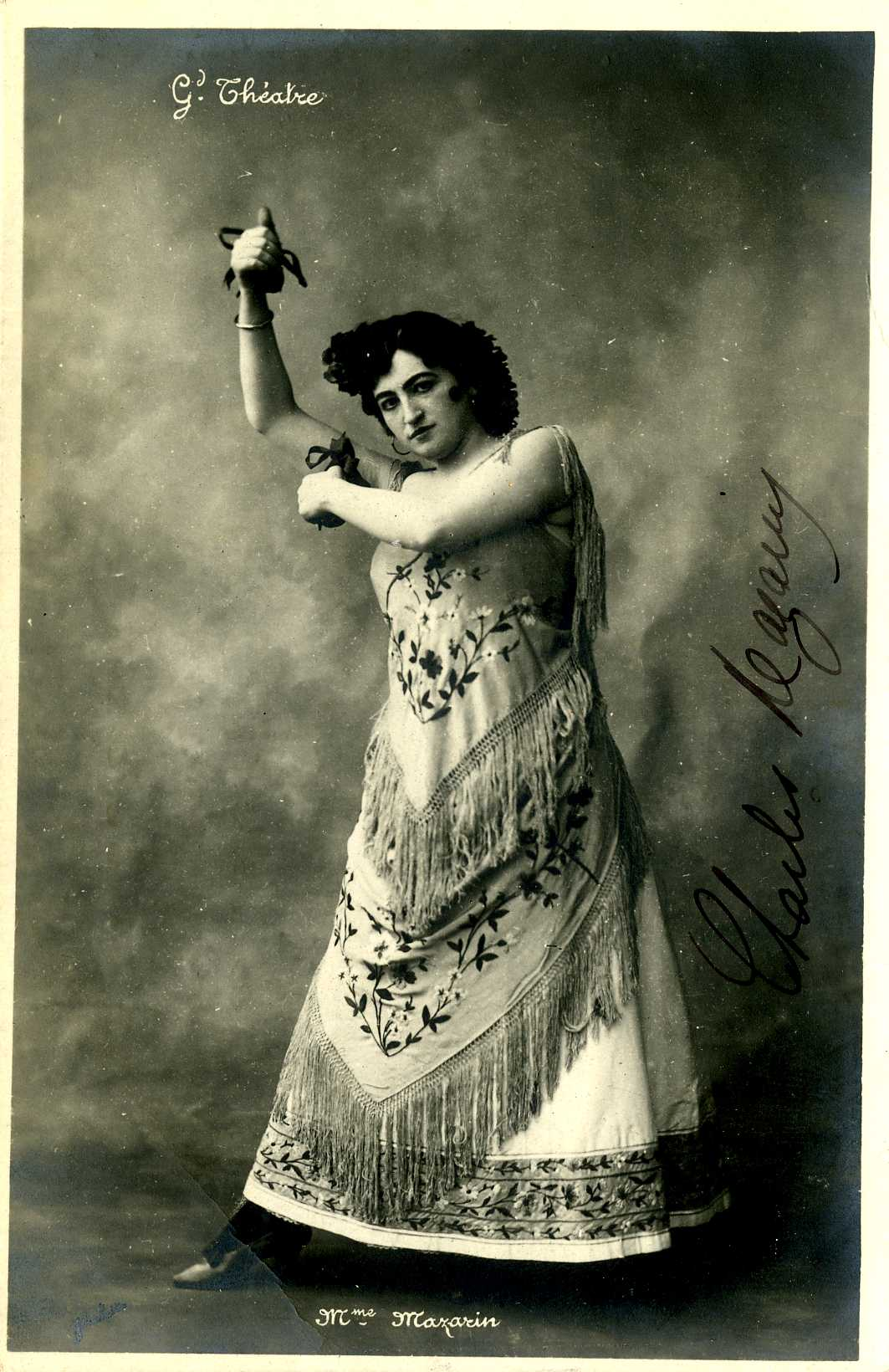
Mlle Mazarin pour Les Hérétiques.
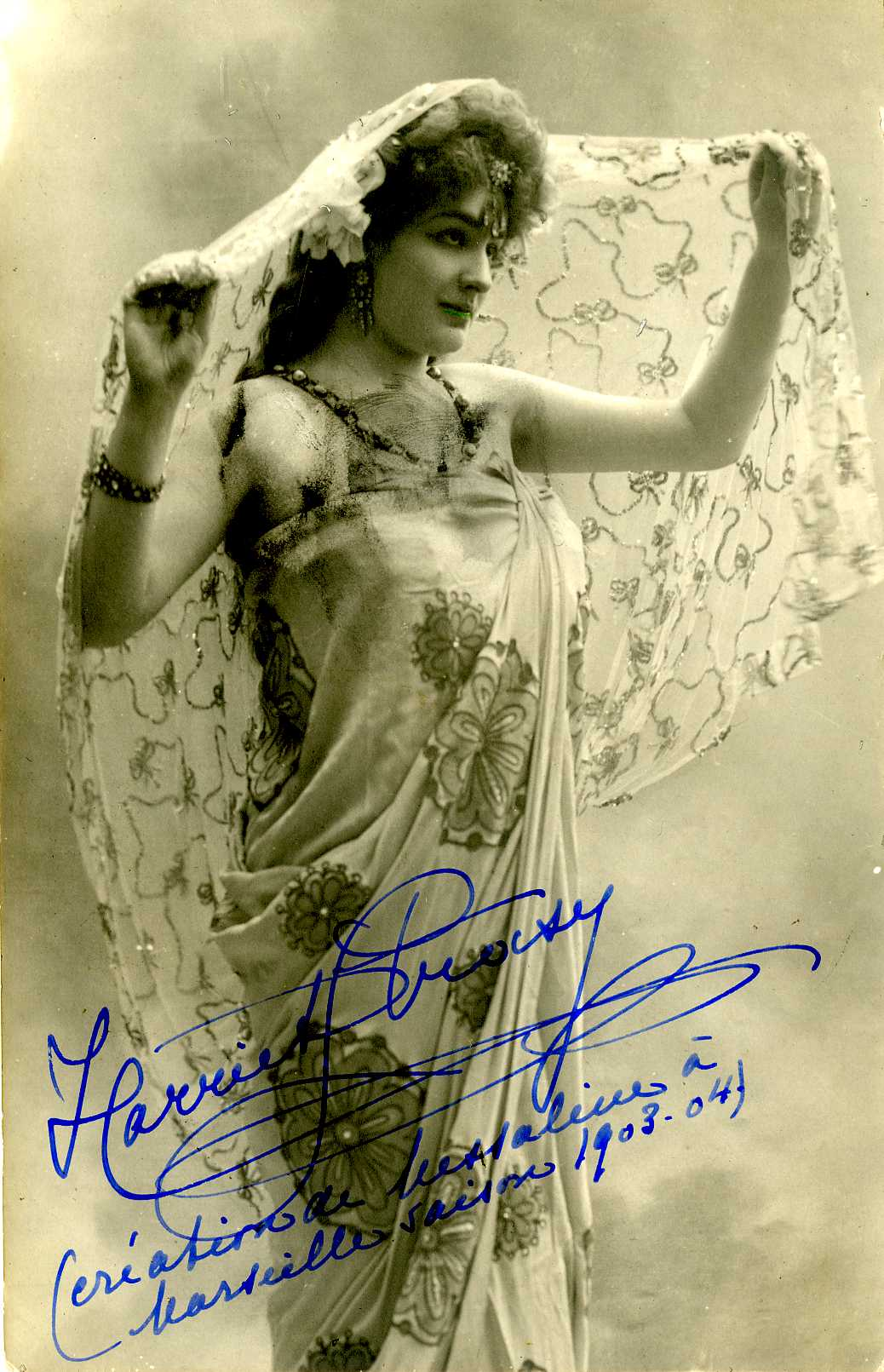
Harriet Strasy pour Les Hérétiques et La Vestale.
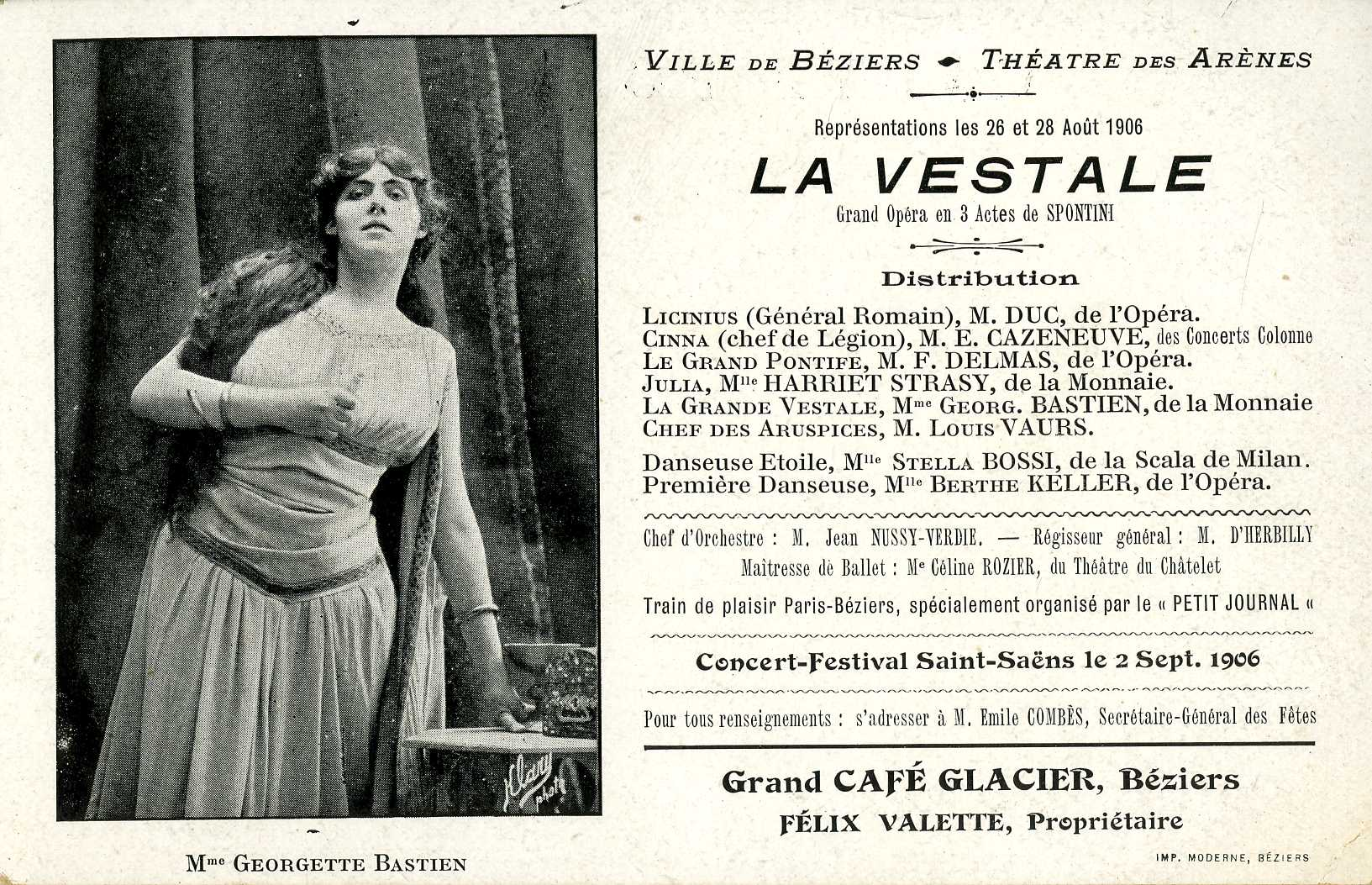
Georgette Bastien pour La Vestale.
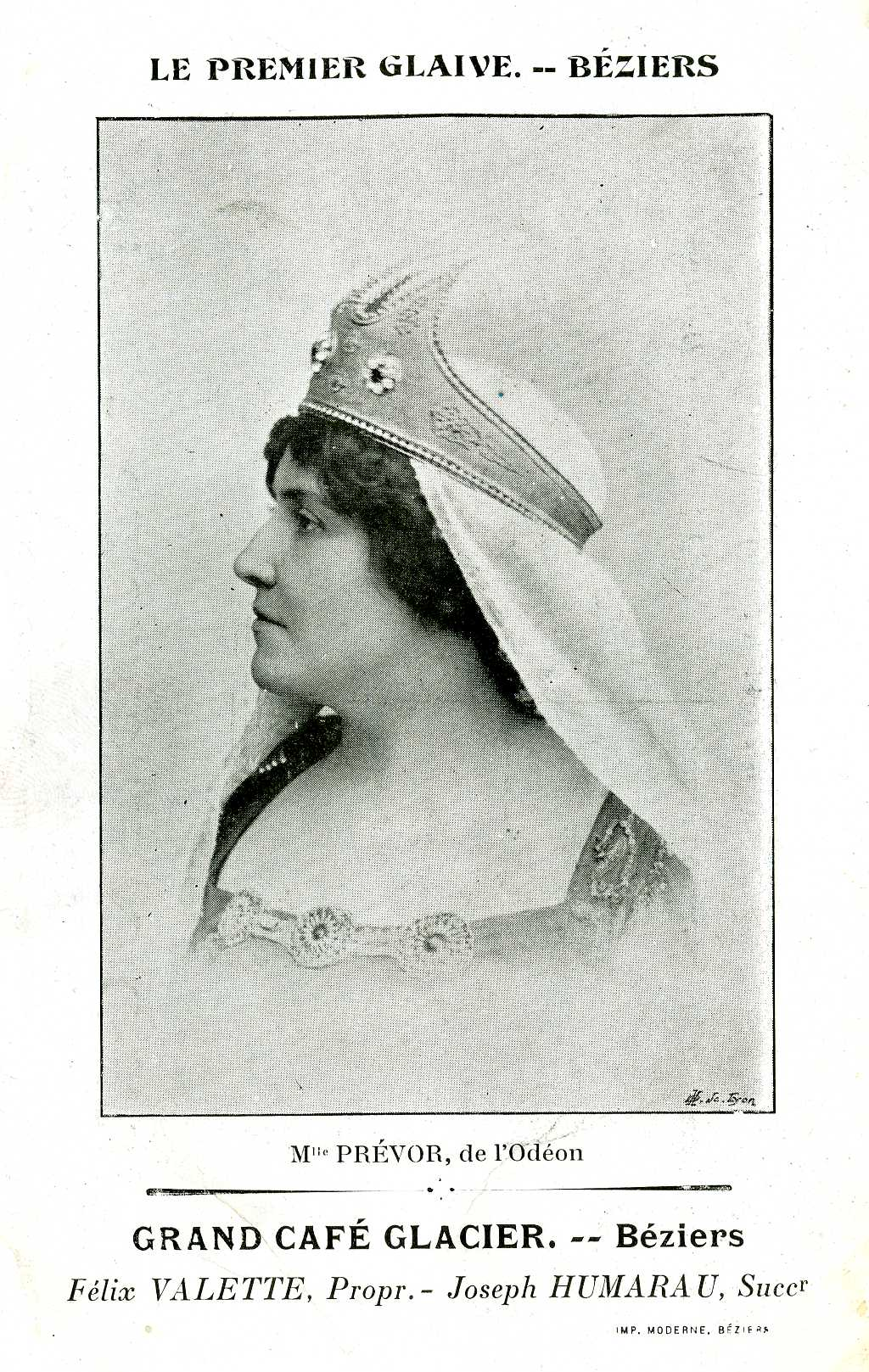
Mme Prévor pour Le Premier Glaive.
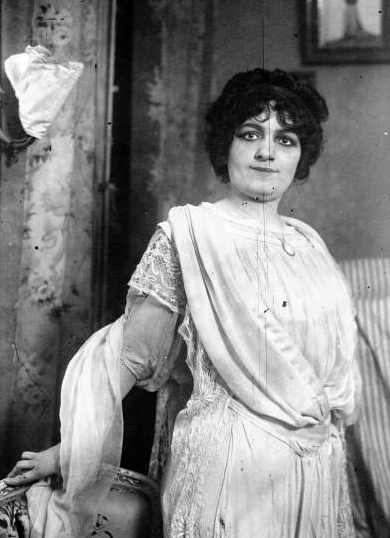
Madeleine Roch pour La Fille du Soleil.
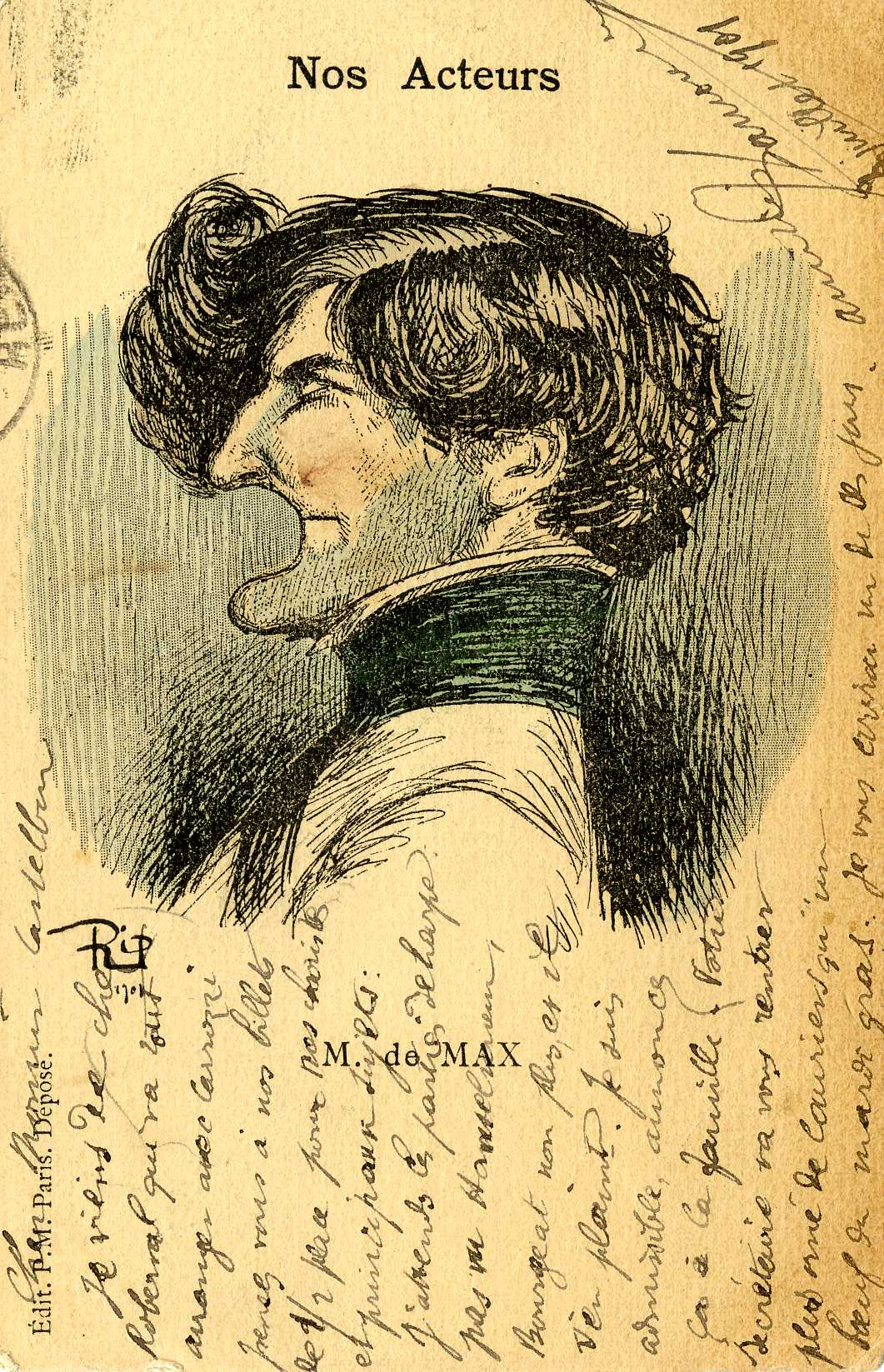
de Max pour Héliogabale.
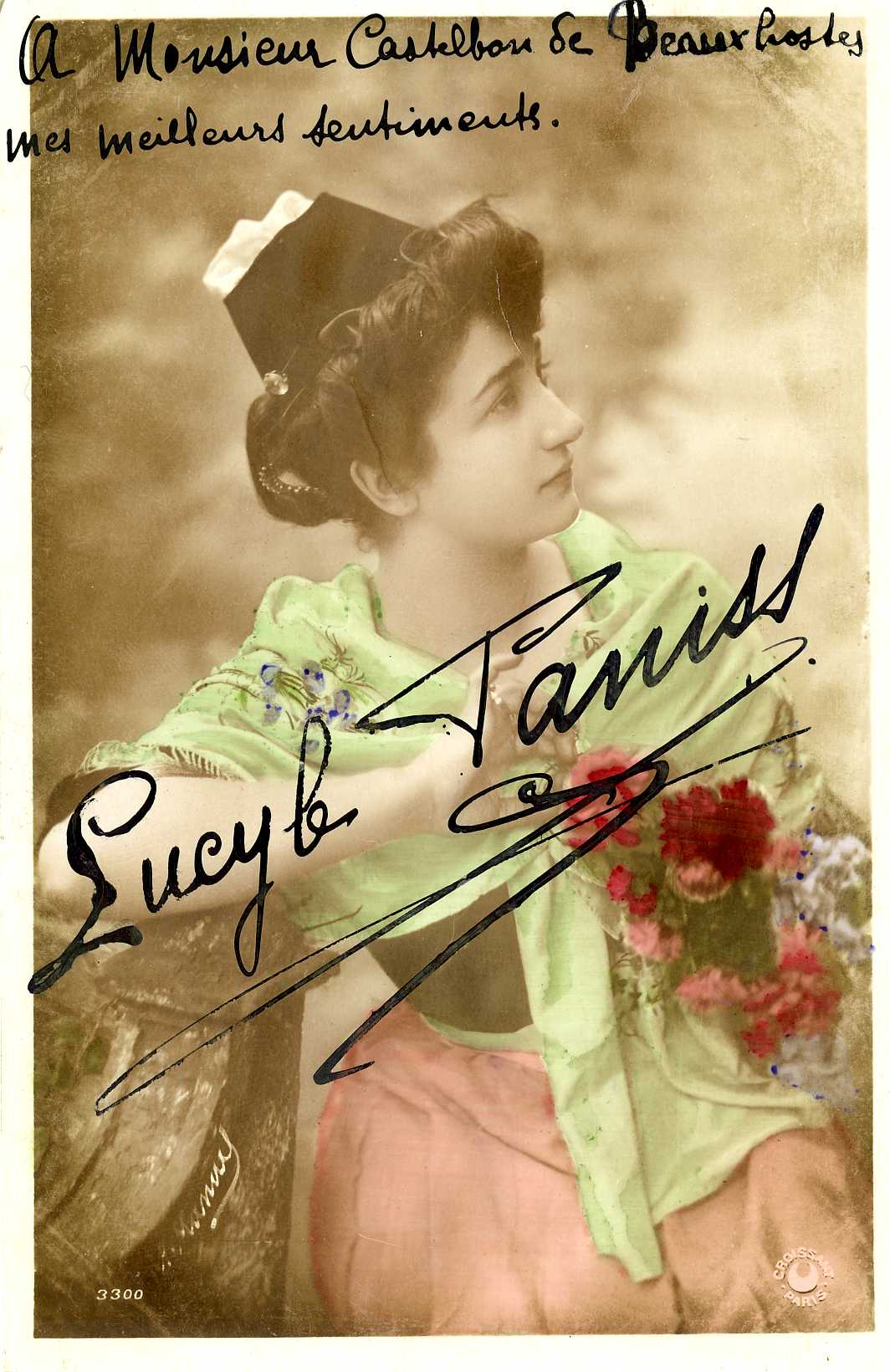
Lucyle Panis pour Les Esclaves.